# St. Gallus und Otmar (Ebringen)

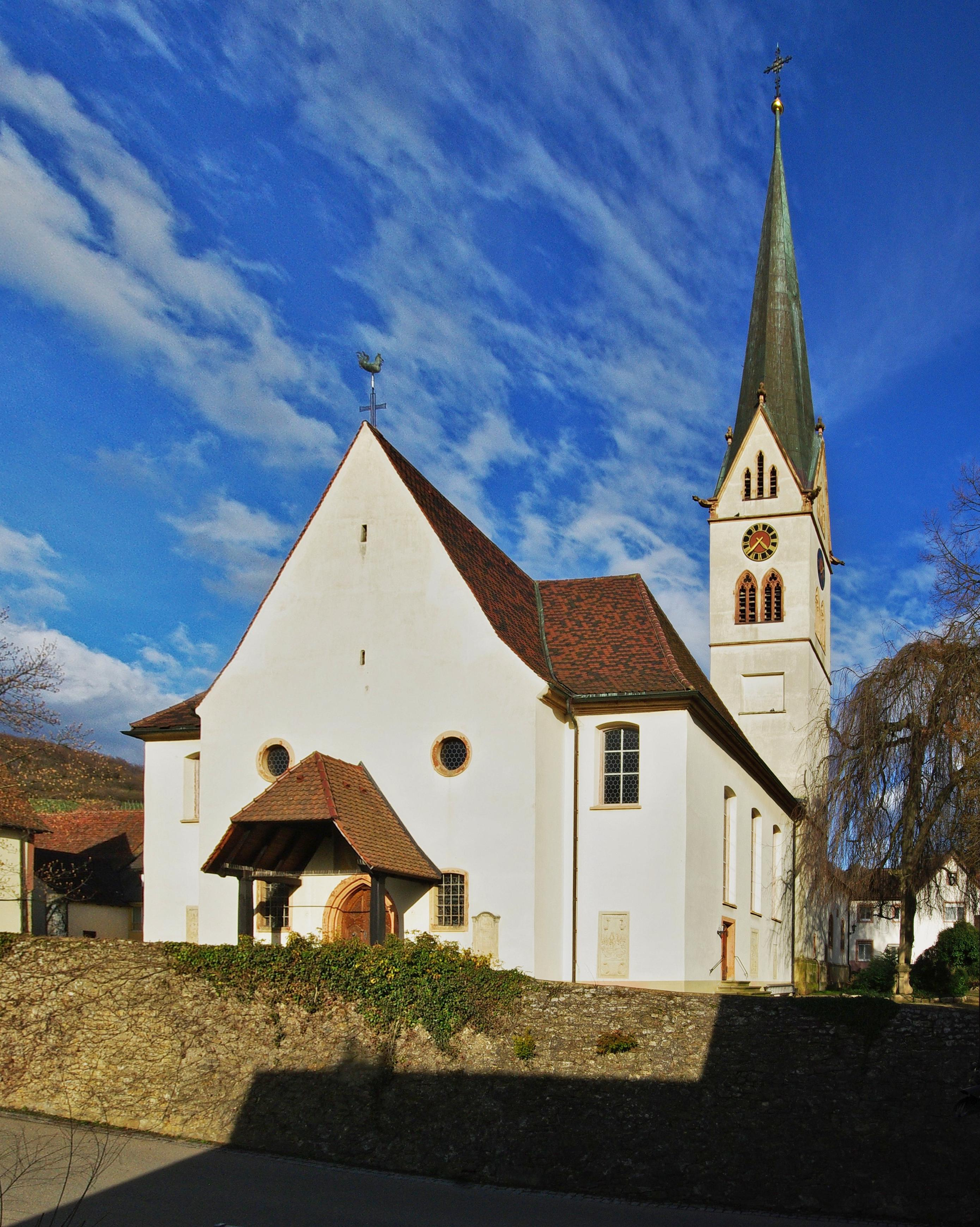
St. Gallus und Otmar von Westen

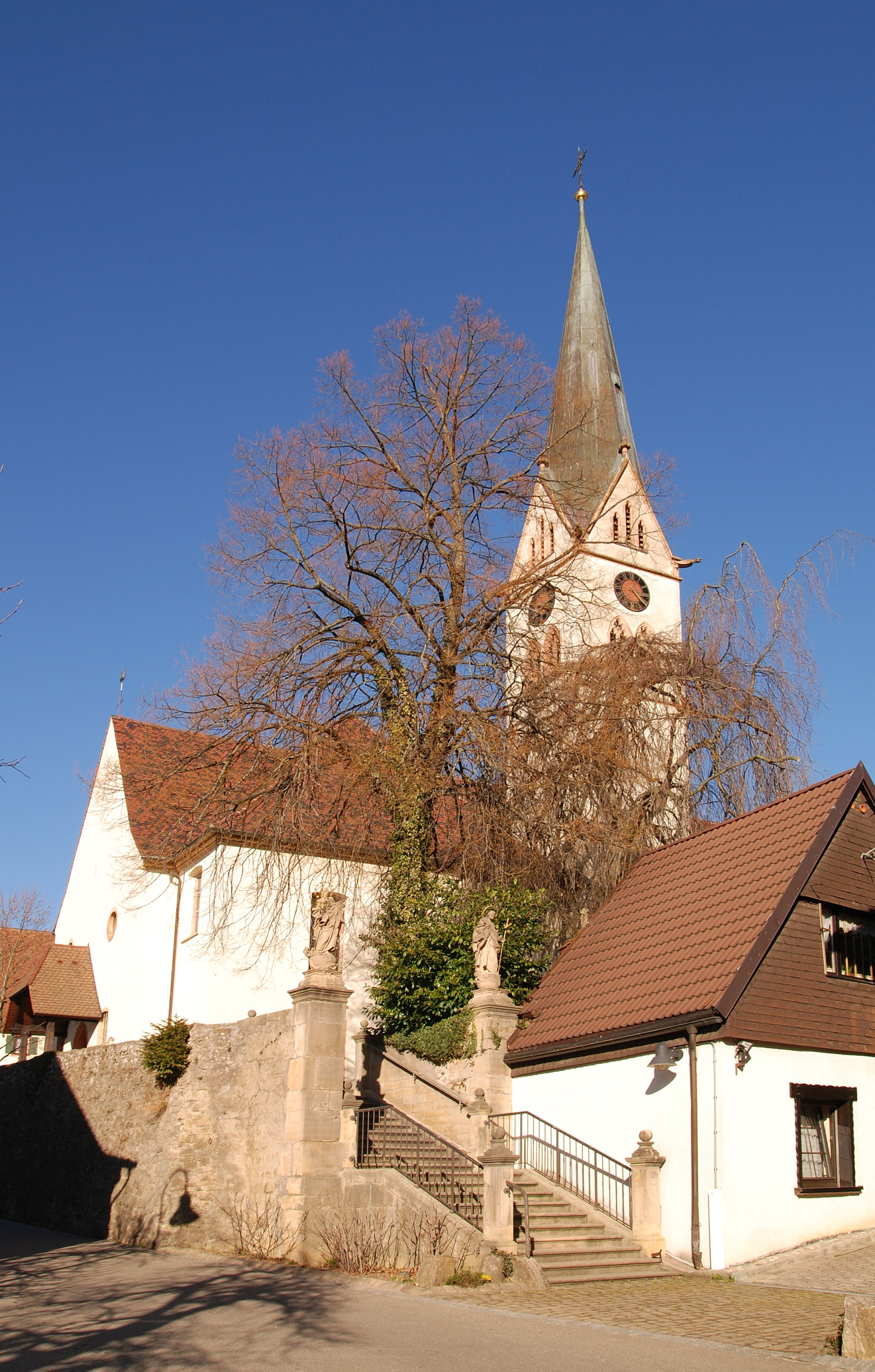
St. Gallus und Otmar von Süden mit Treppenaufgang

St. Gallus und Otmar ist die römisch-katholische Pfarrkirche von Ebringen, einem Breisgau-Ort südwestlich von Freiburg im Breisgau am Westabhang des Schönbergs.
Die Pfarrgemeinde gehört zur Seelsorgeeinheit Batzenberg-Schönberg des Erzbistums Freiburg. Die beiden Kirchenpatrone sind der heilige Gallus, der um 612 am Ufer des Flüsschens Steinach eine Einsiedelei errichtete, und der heilige Otmar, der etwa hundert Jahre später die Einsiedelei zu einem Benediktinerkloster ausbaute, das er nach Gallus benannte. Besonders der Ebringer Pfarrer und Kunsthistoriker Manfred Hermann hat Geschichte und Gestalt der Kirche erforscht.

## Geschichte
Schon bei der ersten Nennung als „Eberingen“, zwischen 716 und 720, zur Zeit der Regierung des Merowingerkönigs Chilperichs II., wird eine Schenkung an das Kloster St. Gallen erwähnt. Mit der Zeit wurde der St. Galler Besitz in Ebringen so umfangreich, dass das Kloster den Ort zum Verwaltungssitz seiner Breisgauer Güter machte. Allerdings weilten die St. Galler Pröpste immer nur vorübergehend hier. Direkter war der Einfluss ihrer Vögte. 1349 gab St. Gallen Ebringen den Herren von Hornberg zu Lehen, die auf der Schneeburg oberhalb des Ortes saßen. Mehrere Adelsgeschlechter mit vielfältig, auch mit dem eigenen Lehnsherren St. Gallen, konkurrierenden Herrschaftsansprüchen lösten sich im Lauf der Jahrhunderte ab. Einige ihrer Grabsteine sind an und in der Pfarrkirche erhalten. Zu Beginn des 16. Jahrhunderts war die Schneeburg verfallen, und die Ortsherrschaft residierte in einem Herrenhaus im Dorf.
Nicht das ganze heutige Ebringen gehörte im Mittelalter kirchlich zu St. Gallus und Otmar. Der östlich und bergauf, Richtung Wittnau gelegene Ortsteil Berghausen bildete eine eigene, dem Kloster St. Trudpert unterstehende Pfarrei, die 1536 durch den Bischof von Konstanz in St. Gallus und Otmar inkorporiert wurde. Nur die „Berghauser Kapelle“ ist von Berghausen geblieben. Die bergab gelegenen Höfe gehörten zur westlich benachbarten Pfarrei Wolfenweiler. Erst als dort 1556 die Reformation eingeführt wurde, kam dieser Teil zur Pfarrei Ebringen.
1621 kaufte St. Gallen „die Herrschaft Ebringen mit allen Pertinenzen“ von Hans Dietrich von Hohenlandenberg für 68.000 Gulden zurück. Im Herrenhaus residierten nun der Propst und zwei weitere St. Galler Patres; ein vierter wohnte im Pfarrhaus. Der Ort einschließlich seiner Pfarrkirche und der Berghauser Kirche litt furchtbar im Dreißigjährigen Krieg, dem Holländischen Krieg und den Kriegen des 18. Jahrhunderts. Um 1713 errichtete der St. Galler Statthalter Lukas Graß an der Stelle des alten ein neues Herrenhaus, das Ebringer „Schloss“, heute Rathaus. Der bedeutendste St. Galler Benediktiner des 18. Jahrhunderts in Ebringen war Ildefons von Arx, der eine Geschichte der Ebringer Pfarrei schrieb (siehe Literatur). Im Zuge der Säkularisation endete schließlich die geistliche Herrschaft. 1805 hob der Kanton St. Gallen das Kloster auf, und 1809 gelangte Ebringen an das Großherzogtum Baden.

## Baugeschichte

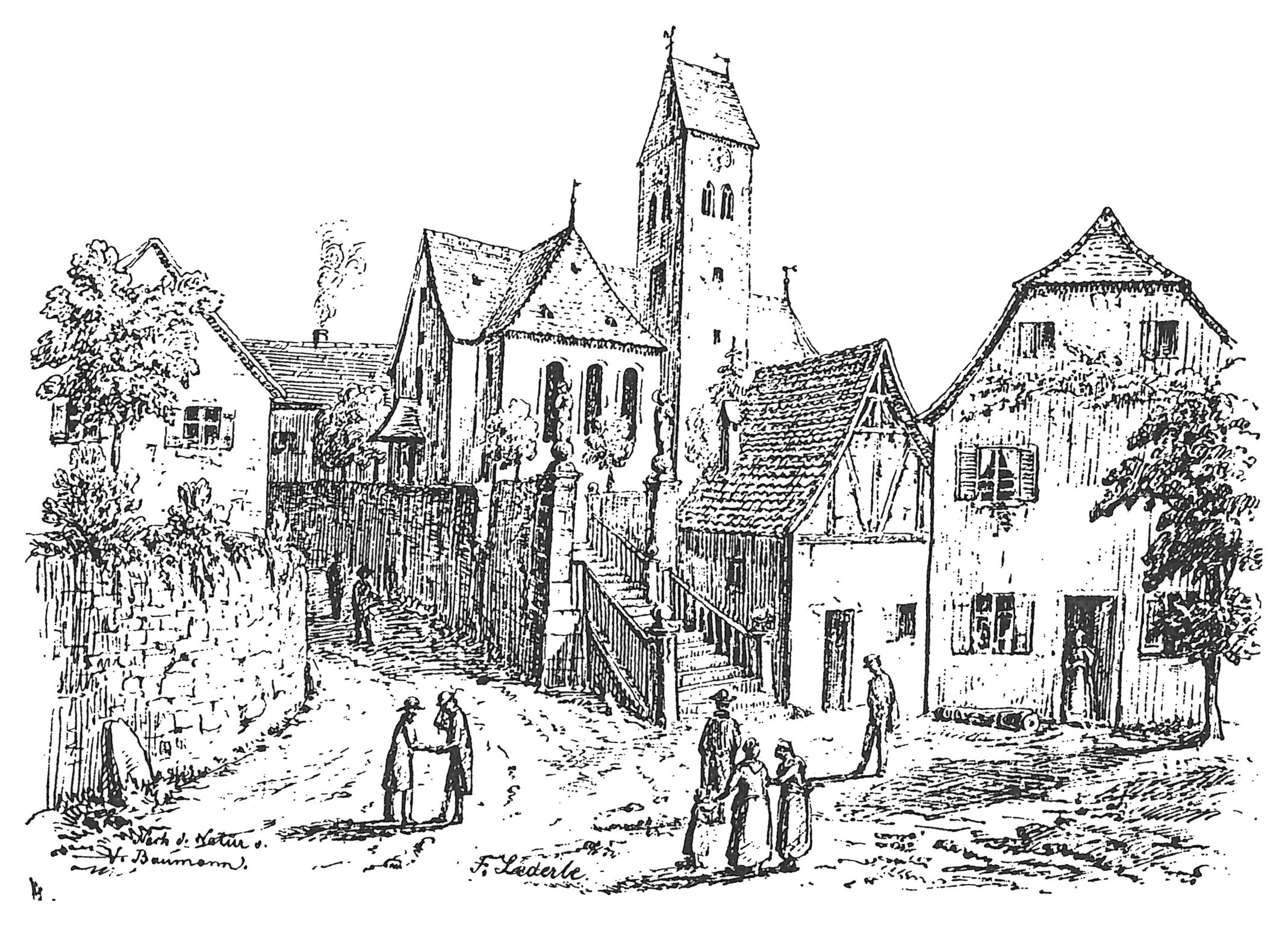
St. Gallus und Otmar 1874

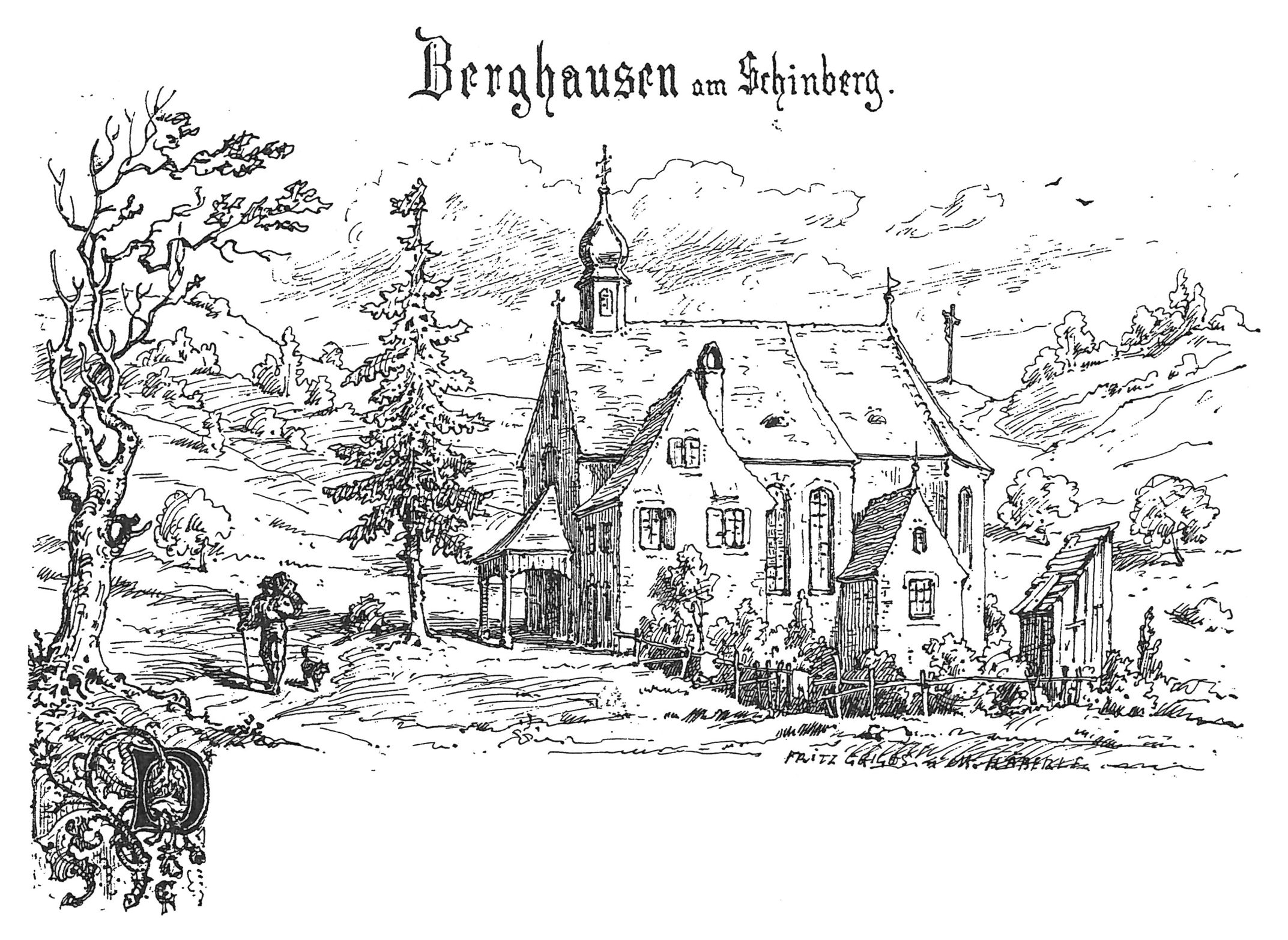
Die „Berghauser Kapelle“ 1873

Über die Kirche zu Beginn der St. Galler Zeit ist nichts bekannt. Die ältesten Teile, das Langhaus ohne seine Erweiterungen, das Westportal, die Turmuntergeschosse und – jünger, um 1510 –  der Chor sind spätgotisch. Ildefons von Arx meint, sie seien, „so viel man aus der Bauart abnehmen kann, unter den Edeln von Hornberg […] erbaut worden“, das wäre zwischen 1349 und 1458. Im Jahr 1556, als die Kirche „durch den doppelten Zuwachs der Berghausisch- und Wolfenweilischen Pfarrkinder zu klein“ geworden war, wurde das Langhaus unter Versetzung des Westportals nach Westen verlängert. 1670 wurde eine Sakristei angebaut. Unter Lukas Graß, dem Erbauer des „Schlosses“, fand 1721 eine durchgreifende Erneuerung statt. Die gotischen Fenstergewände im Langhaus wurden herausgebrochen, und der Stuckateur Franz Joseph Vogel zog eine Gipsdecke ein. 1787 wurde das Langhaus zusätzlich verbreitert, indem an die drei westlichen Joche Seitenschiffe angefügt wurden. Diese Arbeiten leistete der Baumeister und Stuckateur Johann Joseph Meisburger. Ende des 19. Jahrhunderts vermittelte Pfarrer Wilhelm Seilnacht (1830–1887) „im Hochgefühl des deutschen Kaiserreiches den Ebringern die Idee […], den Turm mit seinen fünf Geschossen um ein weiteres zu erhöhen. Trotz Geldmangels ließ die Pfarrgemeinde nicht locker.“ 1892 wurden die gotischen Giebel und das alte Satteldach entfernt, und auf die alte Glockenstube wurde eine neue mit hohem Spitzhelm aufgesetzt. Außenrenovierungen erfolgten 1934 und 1976, eine Innenrenovierung erfolgte 1980 bis 1982. Dabei wurden in die Seitenschiffe von 1787 Emporen eingebaut.

## Gebäude
Im Süden führt eine Treppe von der Straße zum ummauerten Kirchplatz hoch, auf dem bis zum 19. Jahrhundert der Friedhof lag. Die Kirche ist ein Saal von fünf Jochen, von denen die drei westlichen durch Meisburgers Seitenschiffe verbreitert sind. Im Westen tritt das Langhaus gegenüber den Seitenschiffen vor. Seine Fassade enthält unter einem schützenden Vorbau das spitzbogige gotische Portal, darüber zwei Ochsenaugenfenster. Im Norden führt ein weiteres Portal in die Kirche. Südlich ist an die beiden östlichen Langhausjoche der 48 m hohe Turm angebaut. Sein viertes, noch gotisches Geschoss enthält jederseits zwei maßwerkgefüllte Spitzbogenfenster. Über seinem abschließenden Gesims steigen die Dreiecksgiebel von 1892 empor, von Kreuzblumen gekrönt, mit Wasserspeiern an den Ecken und mit je drei schmalen Schallöffnungen. Langhaus und Chor werden durch stichbogige Fenster erhellt. Im Innern tragen an der Stelle des Seitenschiffanbaus zwei mächtige korbbogige Scheidbögen die Hochschiffwand. Die  Seitenschiffemporen von 1980 bis 1982 und die Orgelempore werden durch eine Balustrade zu einheitlicher Wirkung verbunden. In den eingezogenen, polygonal geschlossenen, von einem Netzgewölbe überspannten Chor leitet ein ebenfalls korbbogiger Triumphbogen, den Meisburger an die Stelle eines spitzbogigen setzte.

## Ausstattung

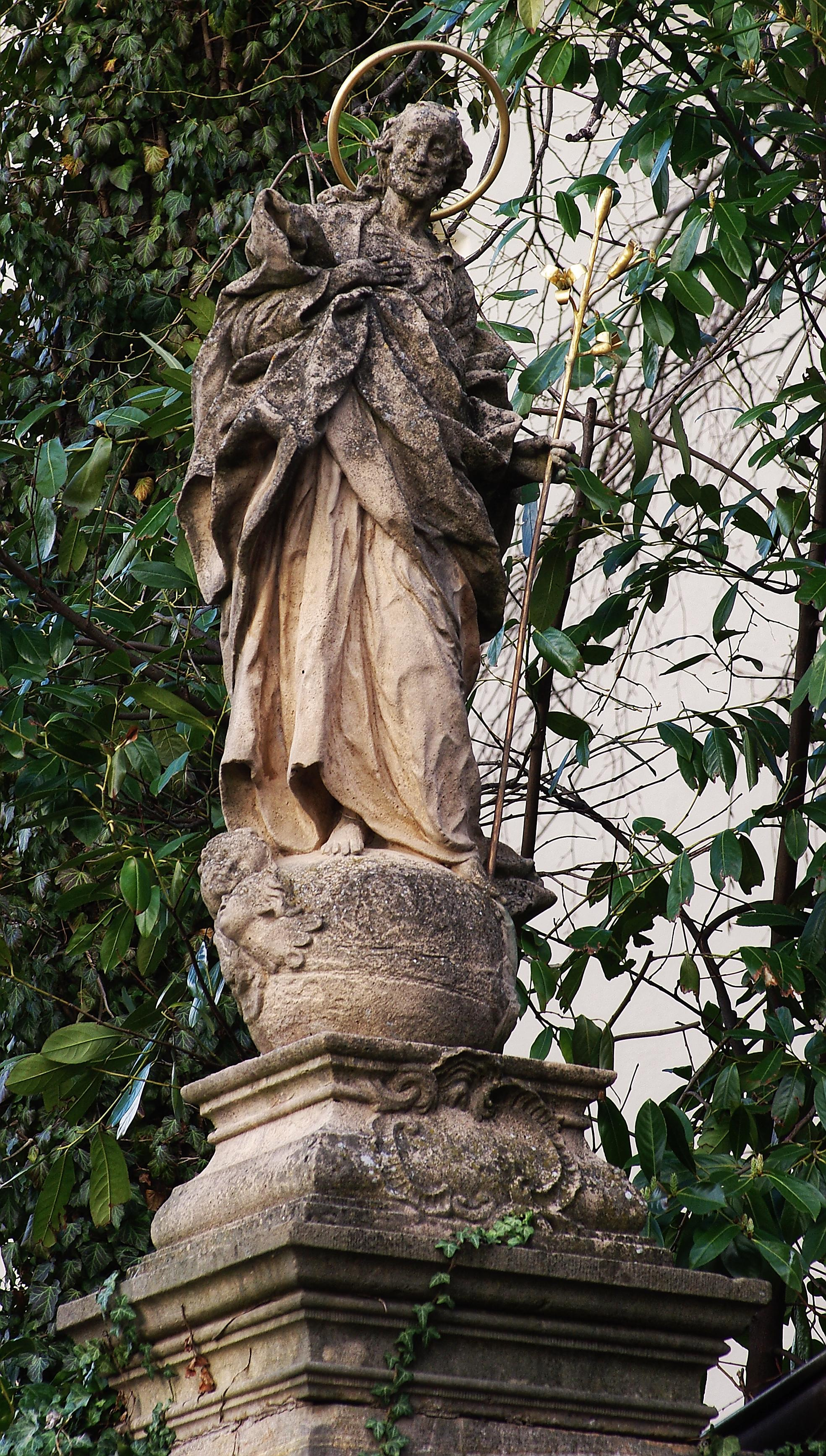
Heiliger Josef vom Treppenaufgang
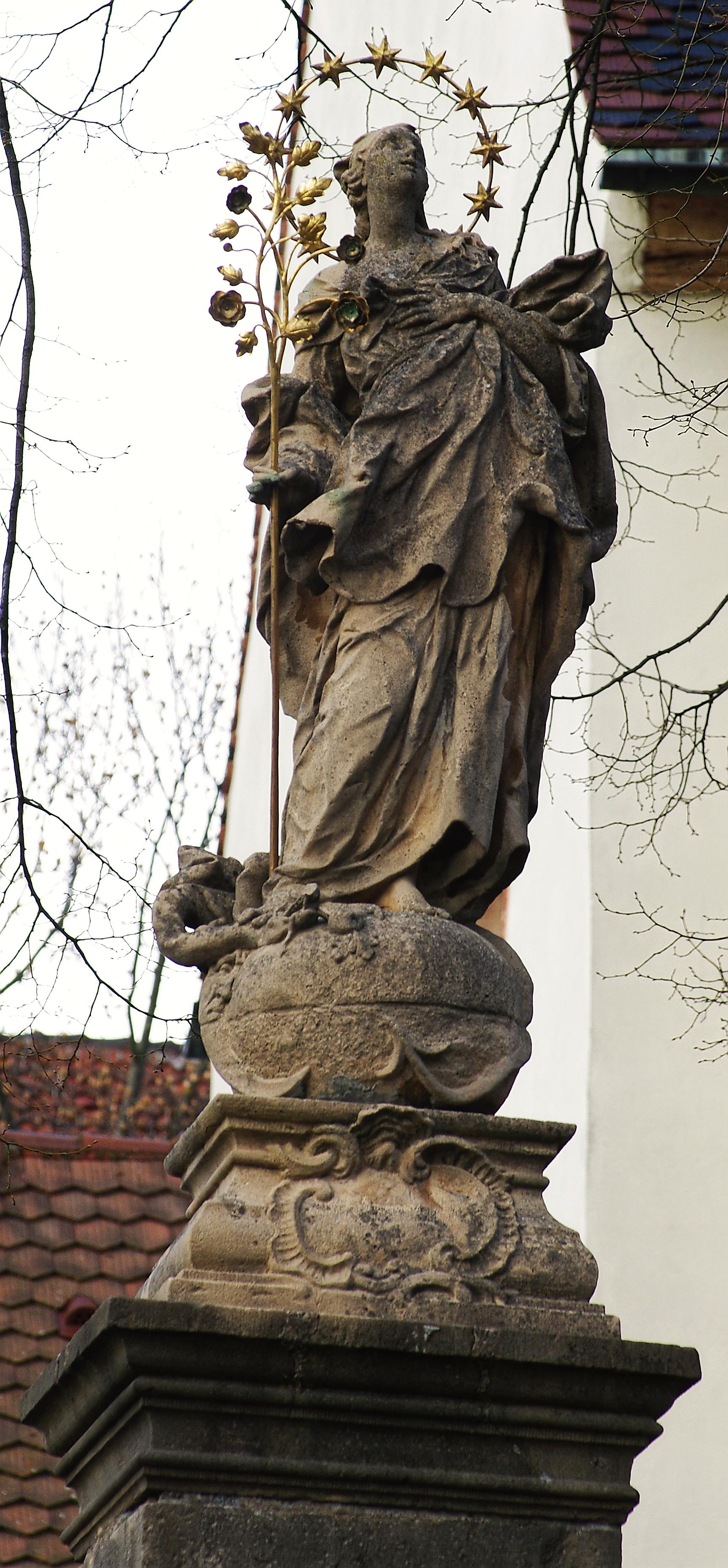
Maria immaculata vom Treppenaufgang
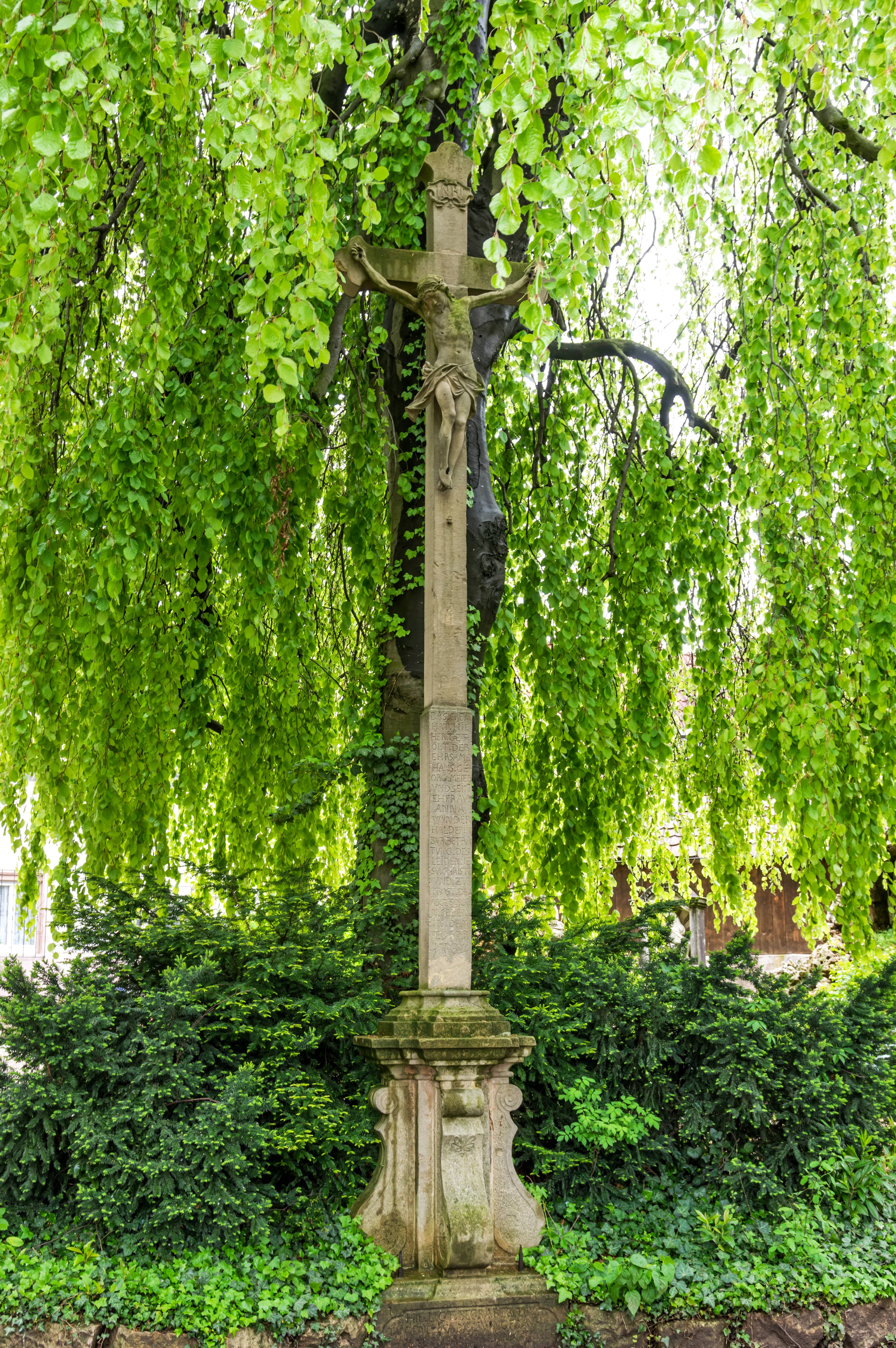
Friedhofskreuz von 1784
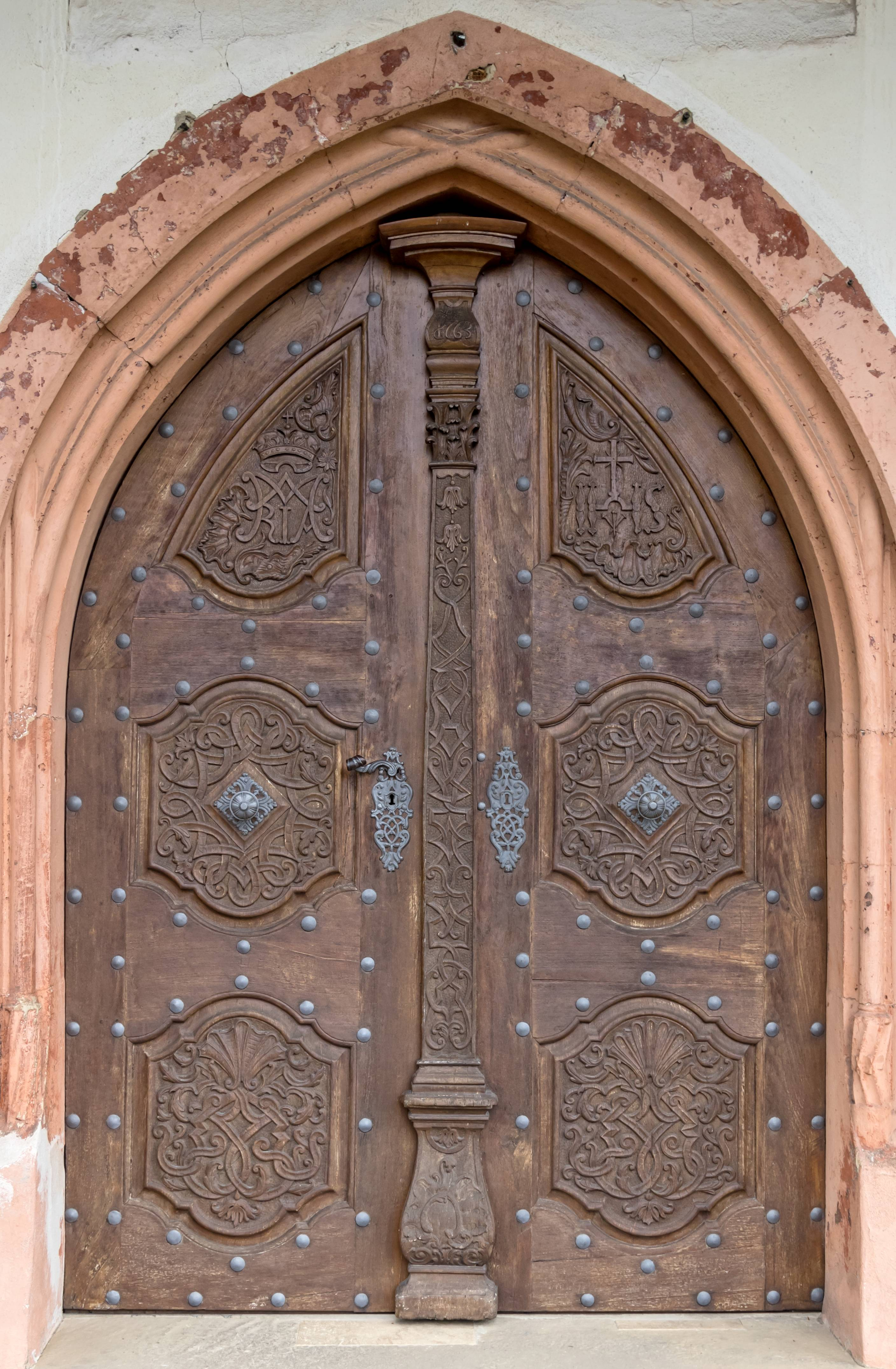
Westportal
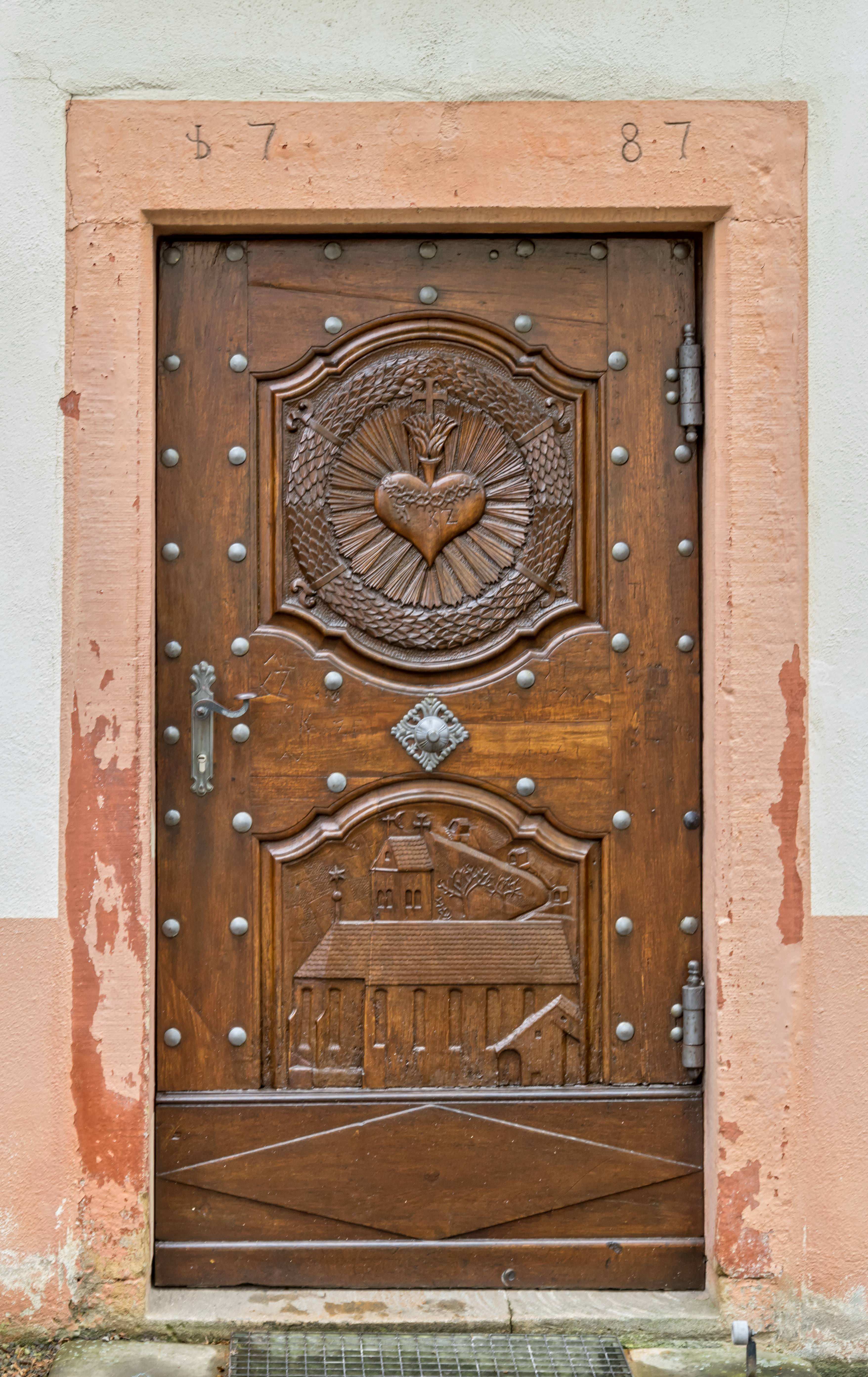
Nordportal mit Bild der Kirche vor der 1787er Erweiterung

Neben der Treppe zum Kirchplatz stehen über barock geschwungenen Sockeln auf Weltkugeln links eine Maria immaculata mit einem Sternenkranz, rechts der heilige Josef mit einer Lilie in der Hand, Rokoko-Statuen von 1768, die dem Wentzinger-Schüler Fidelis Sporer zugeschrieben werden. „Gegenüber dem stilleren, mehr klassischen Lehrmeister ist Sporer ein größeres Pathos eigen, das sich in dem hingebungsvoll nach oben gewandten Antlitz der hl. Jungfrau äußert und in dem nervösen Faltenspiel im Gewand des hl. Josef.“ Auf dem ehemaligen Friedhof sind zwei Kreuze erhalten, auf der Nordseite von 1682, auf der Südseite von 1784, letzteres von Franz Anton Xaver Hauser (1739–1819).

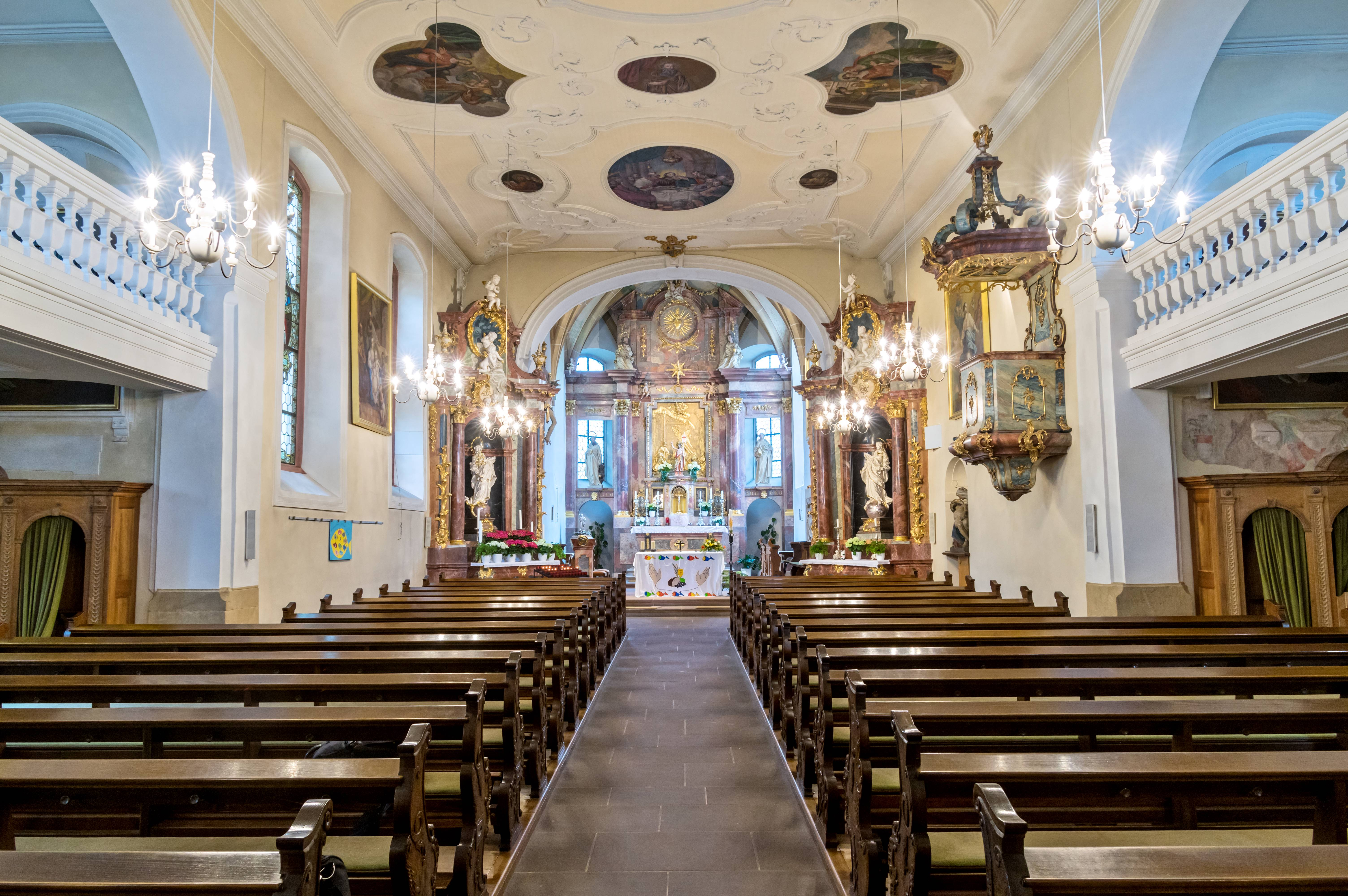
Blick zum Chor

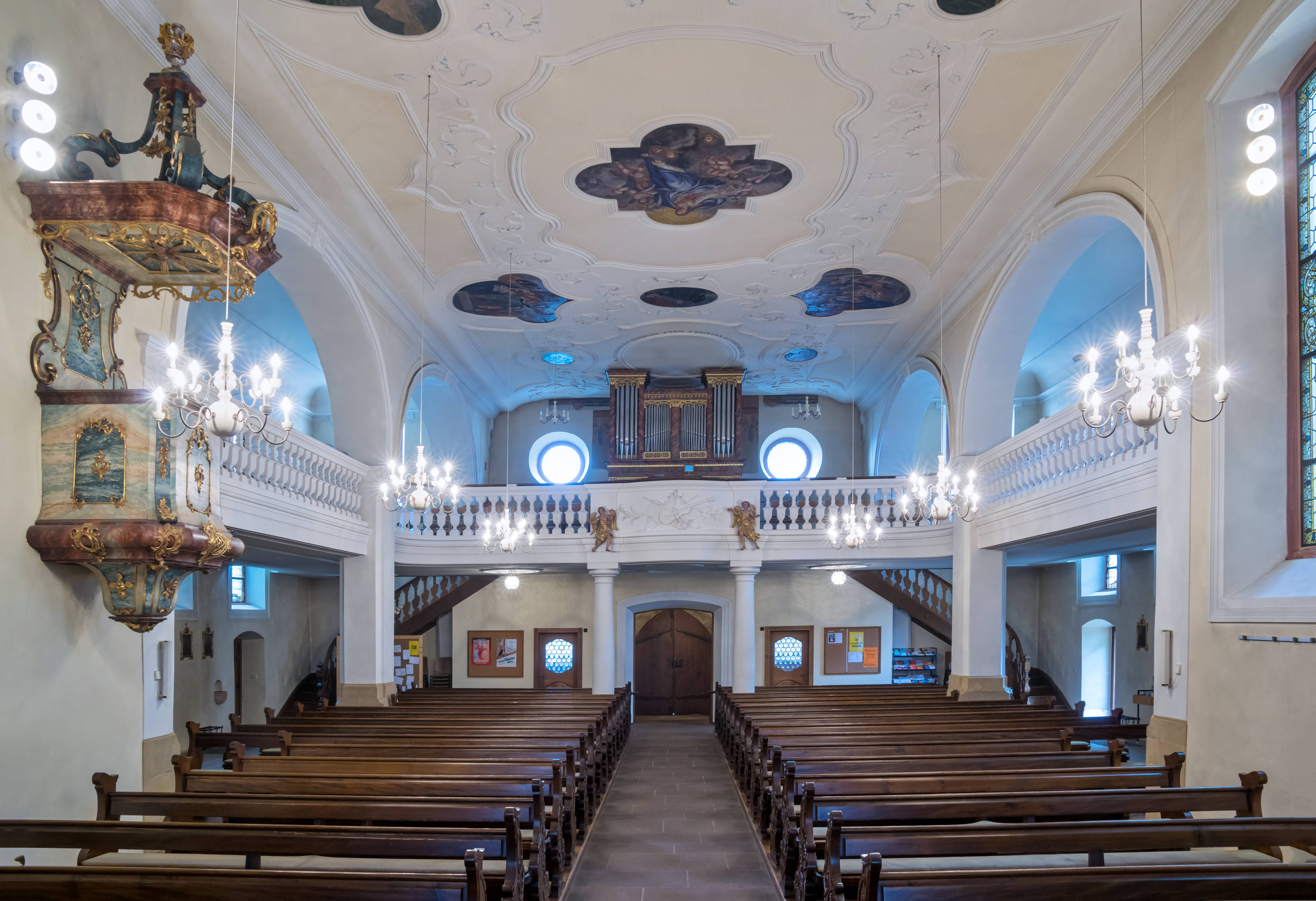
Blick zum Westeingang

Die Tür im Westportal, 1761 angefertigt, ist mit Maria- und Christus-Symbolen in Rokoko-Rankenwerk verziert. Darüber wurde bei der Verlängerung von 1556 eine von Strahlen umgebene Madonna mit dem Kind gemalt, heute verwittert und stark überarbeitet. In die Tür des Seitenportals im Norden, im Sturz 1787 datiert, ist ein Bild der damaligen Kirche geschnitzt, vor Erweiterung durch die Seitenschiffe, wahrscheinlich ebenfalls von Franz Anton Xaver Hauser.
Das Innere des Langhauses ist in warmem Ocker gehalten. Die Gemälde der Stuckdecke stammen von Johann Caspar Brenzinger. In einem Vierpass in der Deckenmitte ist die Aufnahme Marias in den Himmel dargestellt. Darum sind vier weitere Szenen aus dem Marienleben angeordnet. Ein Oval chorwärts zeigt das Abendmahl Jesu mit seinen Jüngern, wobei dem Maler „prächtige Charakterköpfe gelungen sind“. Ein Oval im Westen blieb unausgeführt bis auf die umlaufende Schrift „S. OTHMARIUS PATRIMONIUM SUUM EBRINGAM OFFERT S. GALLO – 1721“ „Der heilige Otmar übergibt sein Ebringer Vermögen dem heiligen Gallus – 1721.“ In Rundbildern zwischen dem Vierpass und den großen Ovalen erscheinen Gallus und Benedikt von Nursia, in kleinen Ovalen in den Ecken die vier Evangelisten.

Brenzingers Marienzyklus
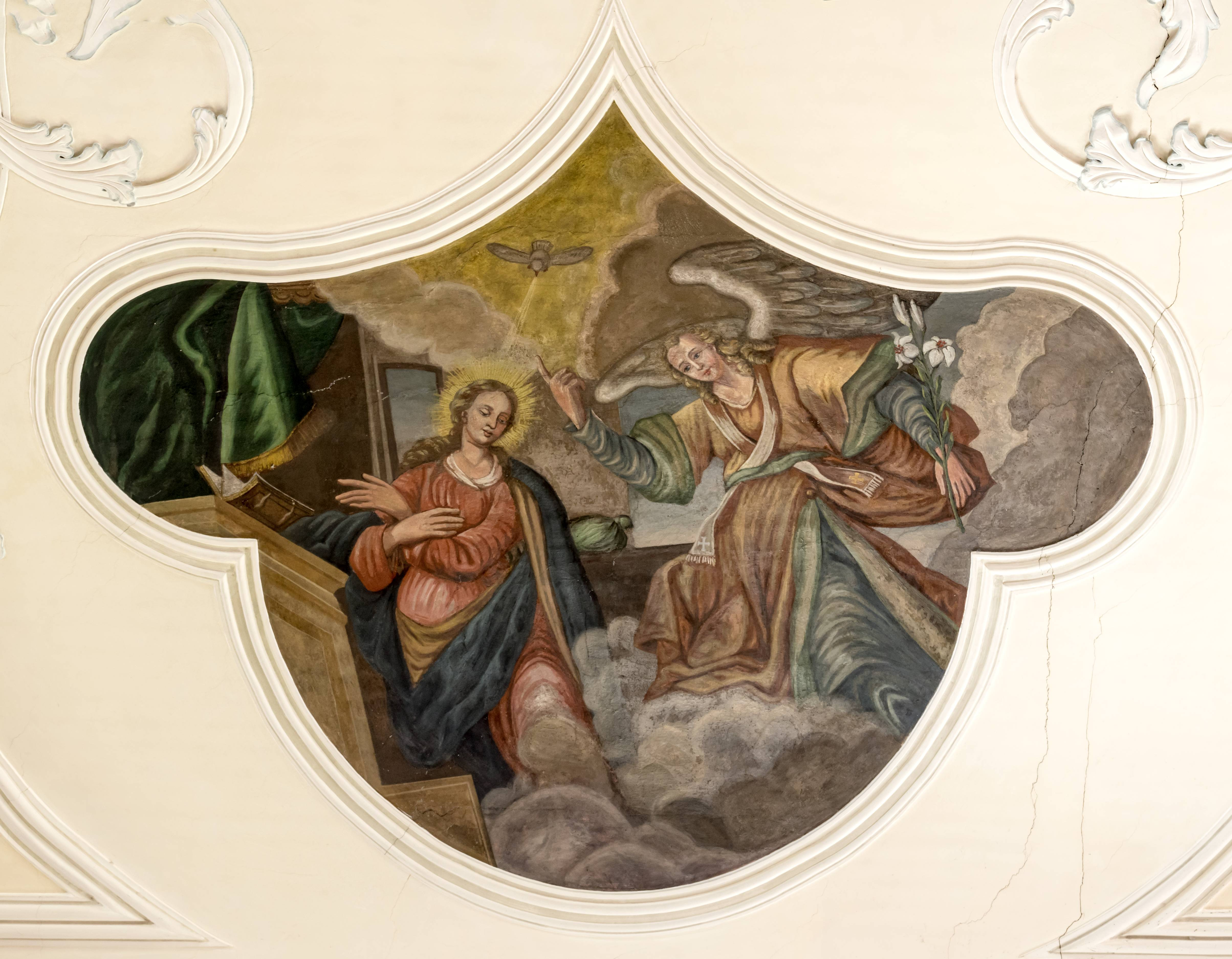
Verkündigung des Herrn
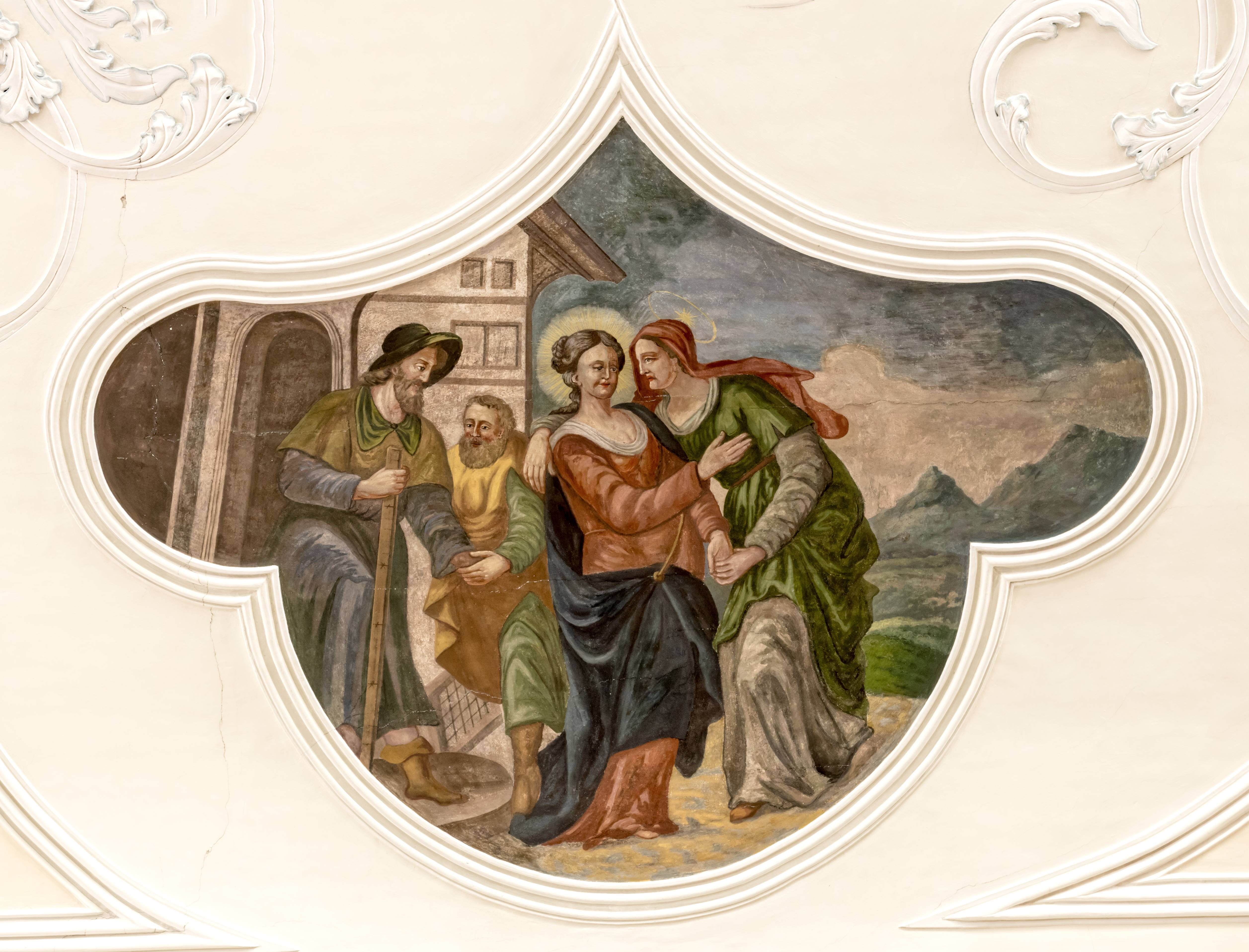
Mariä Heimsuchung
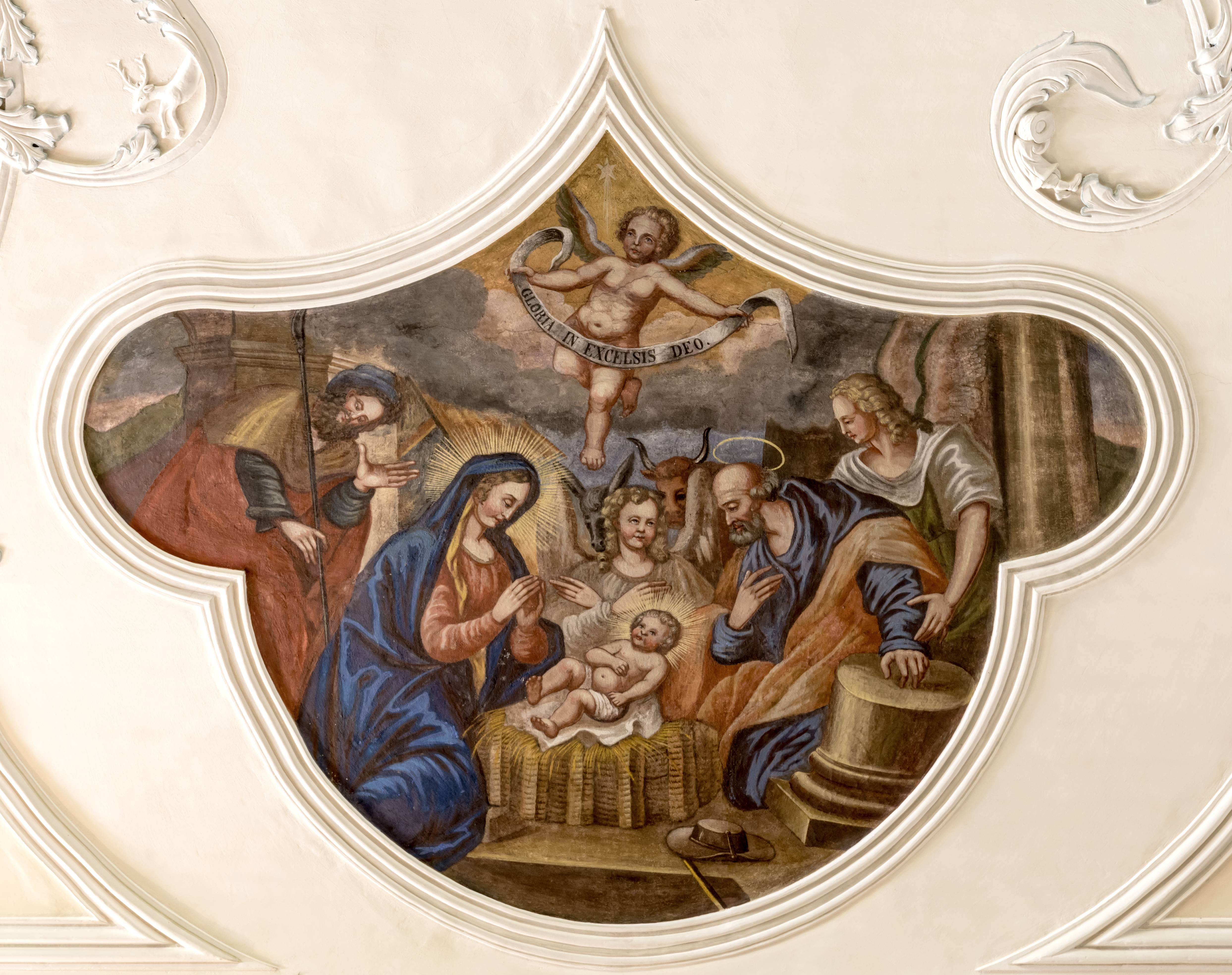
Weihnachten
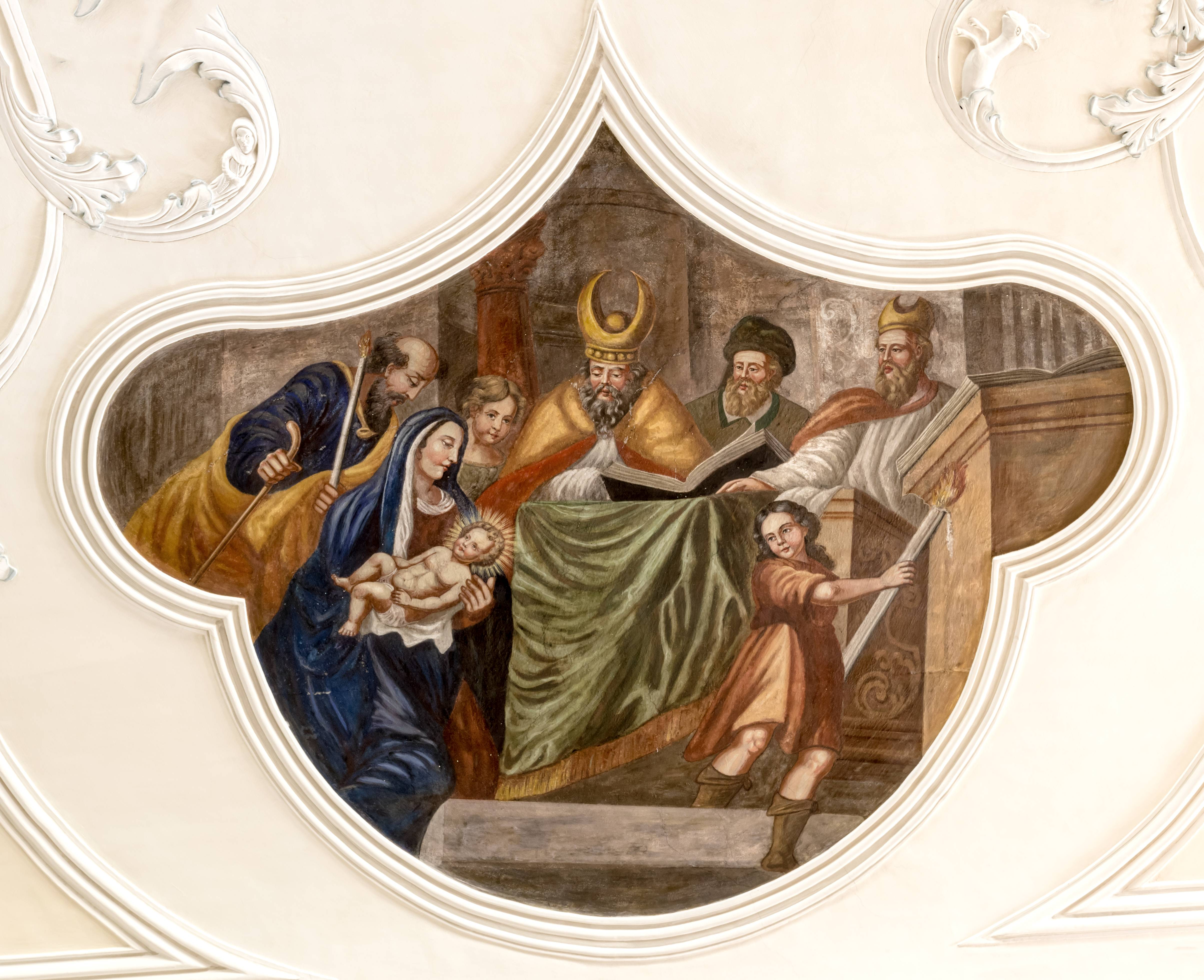
Darstellung des Herrn
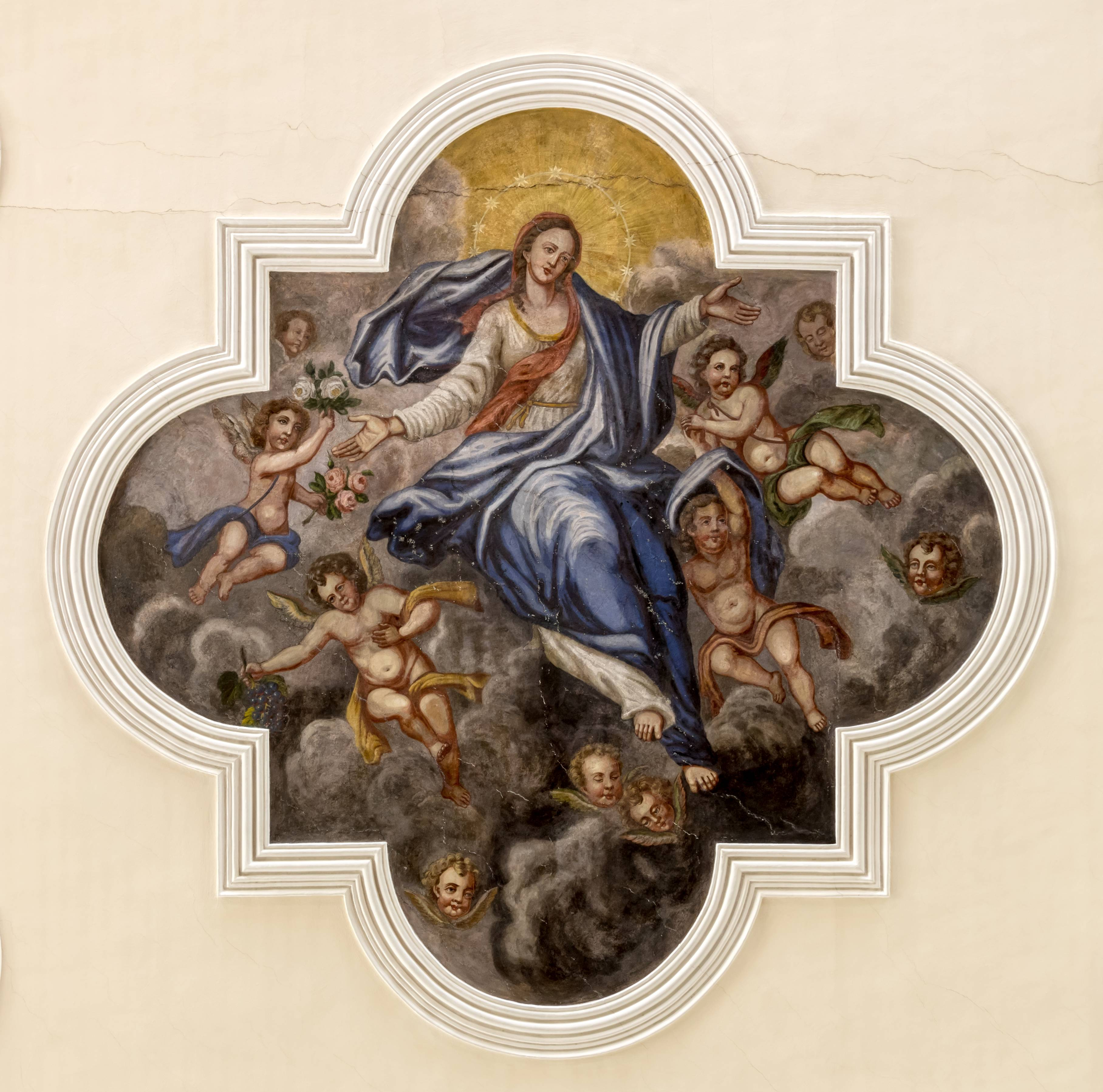
Mariä Aufnahme in den Himmel

Das Netzgewölbe im Chor ist mit Pflanzenornamenten geschmückt. In die Schlusssteine sind Maria mit ihrem Kind, Johannes der Evangelist und zwei Benediktinerheilige gemeißelt.

### Altäre
Zur Zeit der Errichtung des heutigen Chores stand dort vermutlich – nach einer von ihm stammenden, im Augustinermuseum Freiburg erhaltenen Heiligenfigur – ein Schnitzaltar des Sixt von Staufen. Nach Zerstörung im Dreißigjährigen Krieg folgte „ein sehr primitiver hölzerner Hochaltar. Derselbe wurde im Jahre 1784 entfernt und der jetzige in Marmorimitation ausgeführt, mit einem Kostenaufwand von über 1600 fl., ein sehr hoher Preis, wenn man bedenkt, daß der eigentliche Stock und Stein des Altars schon vorhanden war.“ Dieser heutige Hochaltar ist nach Manfred Hermann zusammen mit dem Hochaltar von St. Trudpert der letzte bedeutende Altarbau des 18. Jahrhunderts im Breisgau. Die Stuckarbeiten, das feurige Fleischrot von Säulen, Pilastern und Gebälk, das Gold der Kapitelle, das helle Blau des Bildrahmens, fertigte Meisburger. Golden strahlt auch das Weihnachts-Reliefbild. Mit ihm habe Joseph Hörr, der eigentliche Vertreter des Klassizismus unter den Breisgauer Bildhauern, den letzten Höhepunkt seines Schaffens erreicht. Im heiligen Josef, links, habe er sich selbst an die Krippe treten lassen. Von der anderen Seite nahe „der ‚Ebringer Hirtenbub‘, demütig niederkniend, um dem neugeborenen Erlöser einen Apfel als persönliches Geschenk zu überreichen.“ Über Durchgängen zu Seiten des Altars stehen links der heilige Gallus mit dem Bären, rechts der heilige Otmar mit dem Weinfass seiner Legende. Auf dem Gebälk über den Hauptsäulen sitzen links Petrus mit seinem Himmelsschlüssel, rechts der Evangelist Johannes mit seinem Giftbecher. Zuoberst unter dem Netzgewölbe balancieren zwei Putten. Vier weitere Putten, über dem Weihnachtsrelief und ganz außen auf dem Gebälk, stammen aus anderem Zusammenhang und sind vielleicht von Fidelis Sporer. „Gegenüber den beschwingten Rokoko-Altären auf der Seite ist jener im Chor ein typisches Kind des strengen und kühlen Klassizismus, der von Frankreich her mit seinem Ideal ‚der schlichten Einfalt und stillen Größe‘ Einzug hielt. Alle Schnörkel vermeidend, ist er in den strengen Linien von Waagerechten und Senkrechten aufgebaut.“

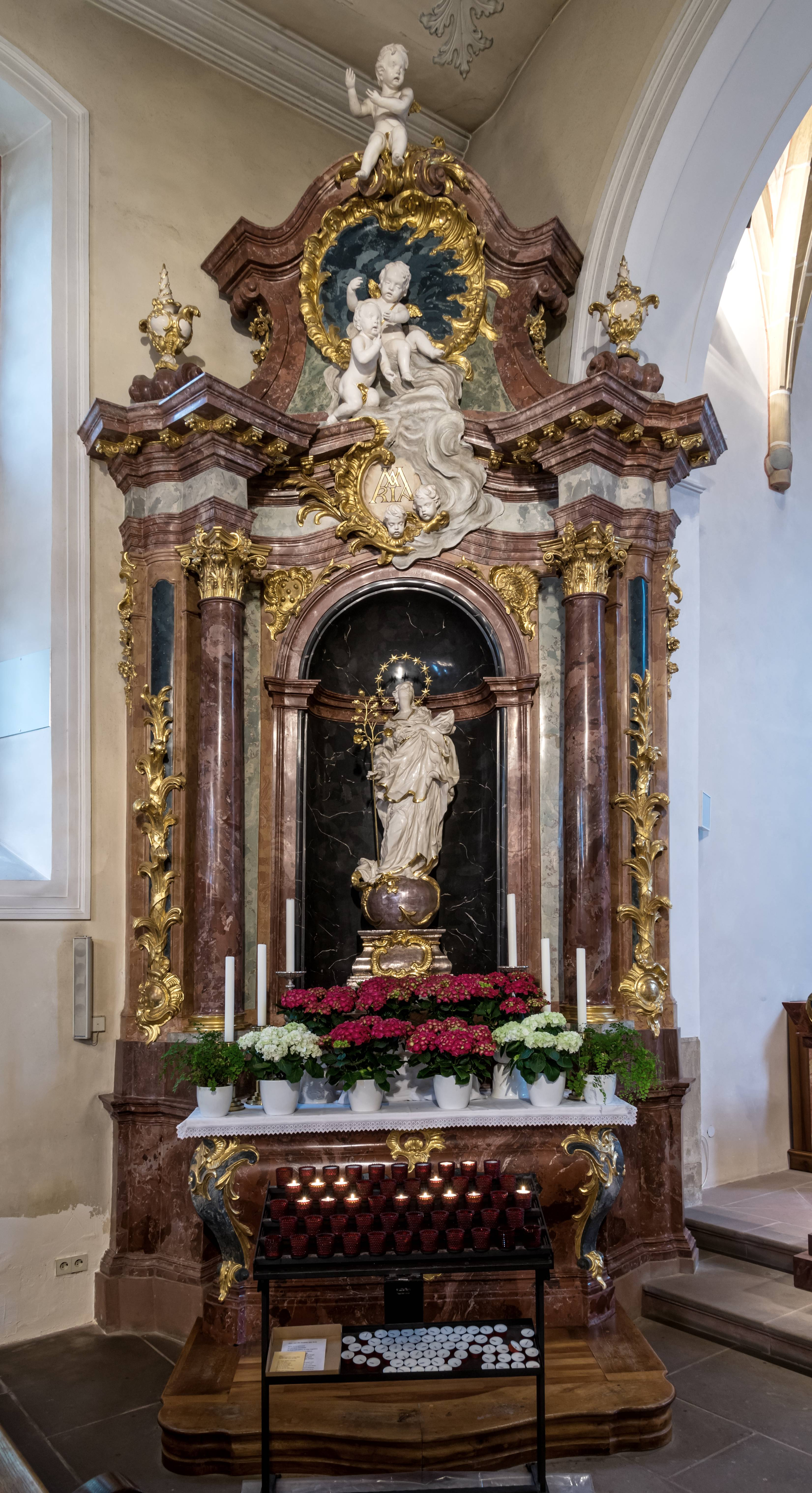
Linker Seitenaltar, Marienaltar
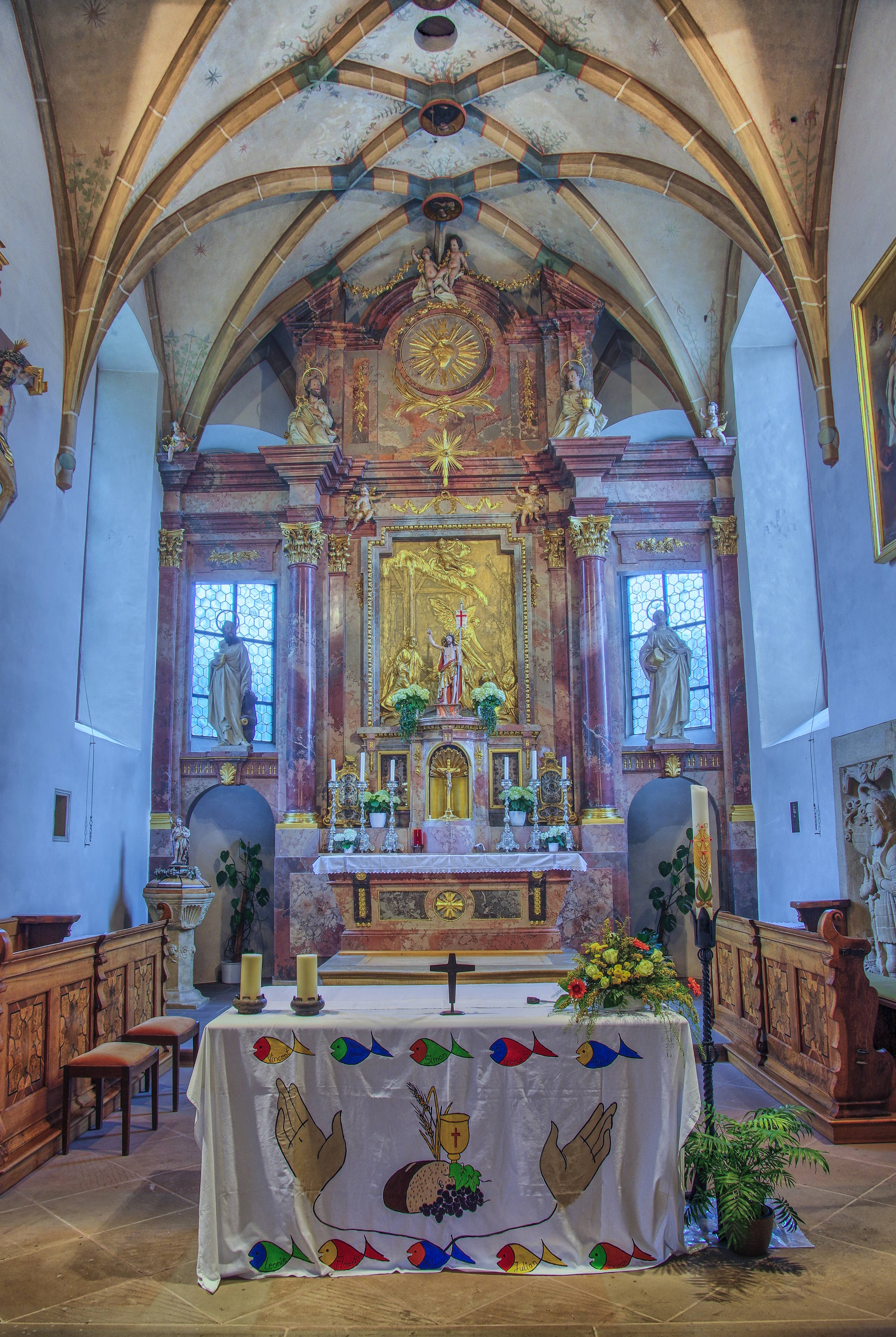
Hochaltar
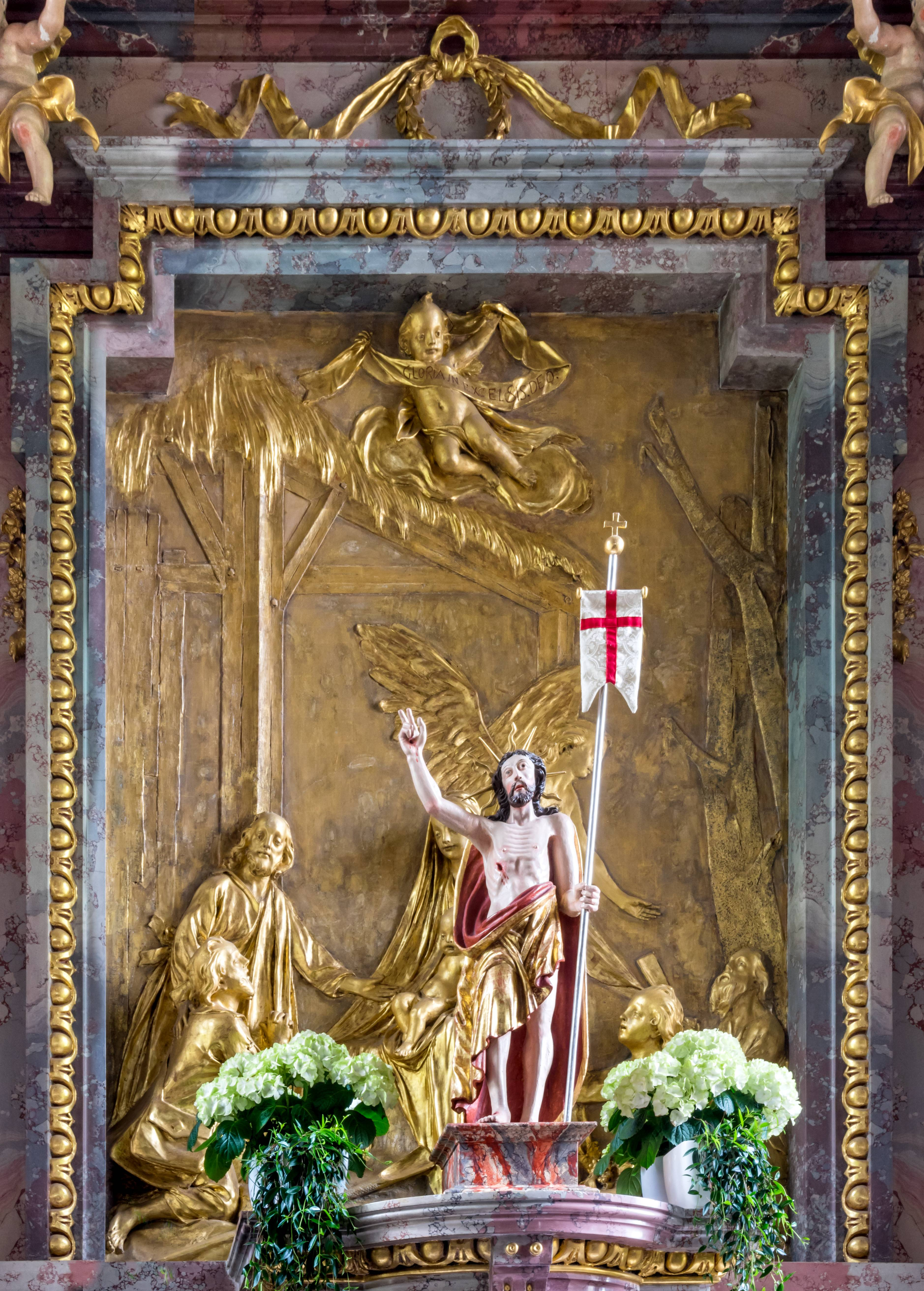
Weihnachtsrelief
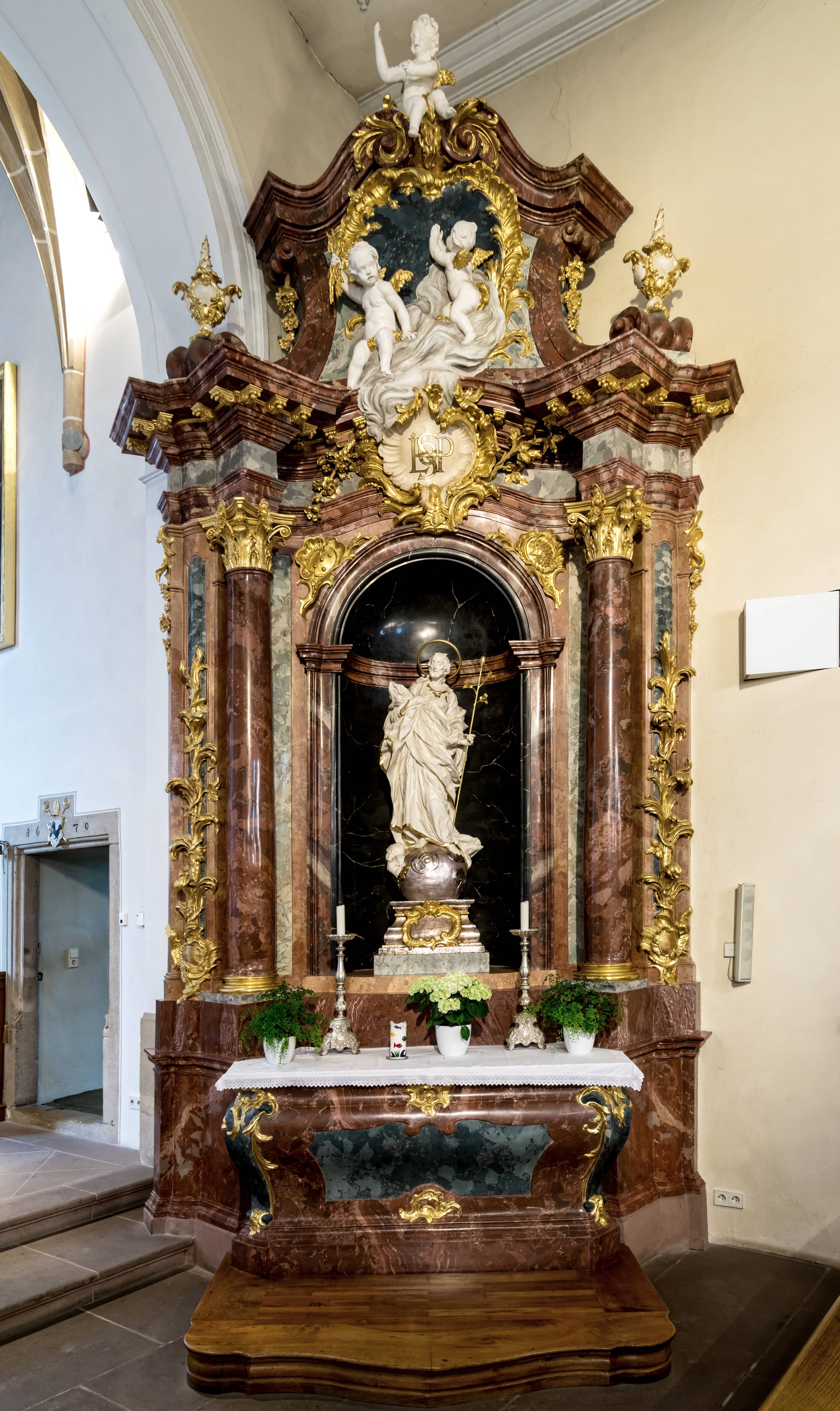
Rechter Seitenaltar, Josefsaltar

Die heutigen Seitenaltäre hatten Vorgänger von 1790, „sehr armselig“, bestehend „nur aus einem Altartisch, auf dem einerseits ein mit Kleidern versehenes Muttergottesbild und andererseits ein hölzerner Tabernakel sich befanden.“ Als 1822 das Freiburger Kapuzinerkloster abgerissen und sein Inventar versteigert wurde, kauften Ebringer Bürger für 35 fl. zwei Altäre und ersetzten damit ihre alten Seitenaltäre. Die zentralen Statuen der Kapuziner-Altäre, ein heiliger Michael und ein heiliger Johannes Nepomuk, gingen allerdings verloren, weil man an ihre Stelle Statuen von Maria und Josef brachte – inzwischen drei Generationen, 1822, 1890 und 1980 bis 1982. Gestiftet hatten die Kapuzineraltäre 1740 der in Freiburg-Ebnet residierende Freiherr Ferdinand Hartmann von Sickingen-Hohenburg (1673–1743) und seine Frau Maria Elisabeth Margareta Sidonia zu Pappenheim (1680–1734). Der Künstler des Entwurfs, der Putten und der Wappenschilde der Stifter ist Johann Christian Wentzinger, der Künstler der architektonischen Teile der Stuckateur Franz Anton Vogel. Wentzinger schuf vielleicht auch die verlorenen Großskulpturen. Die Putten, so Manfred Hermann, sind von erlesener Qualität, die Stuckarchitekturen ein „Feuerwerk von sieben verschiedenen Farben, das durch natürlichen Marmor nicht zu erzielen wäre“, Wentzinger ebenbürtig. Bei der heutigen Generation der Maria- und Josef-Figuren in der Mitte handelt es sich um Abgüsse von Fidelis Sporers Statuen am Treppenaufgang.

### Orgel
Eine erste Orgel mit 8 Registern stammte von Johann Georg Fischer aus Freiburg. Die heutige Orgel ist auf die Brüder Franz Josef und Martin Martin zurückzuführen. Sie erstellten 1836/37 eine einmanualige Orgel mit 10 Registern, die zu 80 Prozent fertiggestellt war, als sie wegen ihrer schweren Verschuldung ihrem Leben ein Ende setzten. Das Werk wurde deshalb 1838 von dem Freiburger Orgelbauer Franz Joseph Merklin fertiggestellt. 1943 erfolgte ein zeitbedingt problematischer Umbau durch M. Welte & Söhne, bei dem ein zweites Manual und ein freistehender elektrischer Spieltisch eingefügt wurden. 1982 konnte die ehemalige Orgel von der Orgelbaufirma  Fischer & Krämer aus Endingen als Neubau in der oberrheinischen Tradition der Straßburger Orgelbauerfamilie Silbermann rekonstruiert und im Originalgehäuse von 1838 nach einer Disposition des staatlichen Orgeldenkmalpflegers Bernd Sulzmann um weitere 12 Register ergänzt werden. 185 handsignierte Pfeifen stammen noch von den Gebrüdern Martin und Josef Merklin.
Heute hat die Orgel folgende Disposition:
| Hauptmanual C–g |       |
| Principal       | 8′    |
| Cromorne        | 8′    |
| Bordun          | 8′    |
| Kornett 5fach   |       |
| Praestant       | 4′    |
| Rohrflöte       | 4′    |
| Octavin         | 2′    |
| Sifflet         | 1′    |
| Mixtur IV       | 1 ⁄3′ |

| Nebenmanual C–g  |      |
| Gedackt (Coppel) | 8′   |
| Salicional       | 8′   |
| Vox humana       | 8′   |
| Spillflöte       | 4′   |
| Sesquialtera     | 2′   |
| Flageolett       | 2′   |
| Zimbel           | 2⁄3′ |

| Pedal C–f     |     |
| Subbass       | 16′ |
| Octavbass     | 8′  |
| Trompetenbass | 8′  |
| Flötbass      | 8′  |

- Tremulant
- Normalkoppeln

### Glocken
Im Turm mit seinem Spitzhelm von 1892 hängt in zwei übereinander liegenden Glockenstuben ein fünfstimmiges Bronze-Geläut. Die beiden älteren Glocken hängen in der unteren, die drei kleineren neueren in der oberen Glockenstube. Die Glocken 1, 3, 4 und 5 werden auch für den Uhrenschlag verwendet.
| Glocke | Gießer, Gussort             | Gussjahr | Durchmesser | Gewicht | Schlagton |
| ------ | --------------------------- | -------- | ----------- | ------- | --------- |
| 1      | H. H. Weitnauer (IV), Basel | 1738     | 1290 mm     | 1235 kg | d′+6      |
| 2      | Gebrüder Bayer, Freiburg    | 1827     | 1097 mm     | 780 kg  | f′+6      |
| 3      | F. W. Schilling, Heidelberg | 1957     | 1010 mm     | 684 kg  | g′+6      |
| 4      | F. W. Schilling, Heidelberg | 1957     | 892 mm      | 471 kg  | a′+6      |
| 5      | F. W. Schilling, Heidelberg | 1957     | 790 mm      | 324 kg  | c″+6      |

### Sonstiges

Gemälde Pfunners
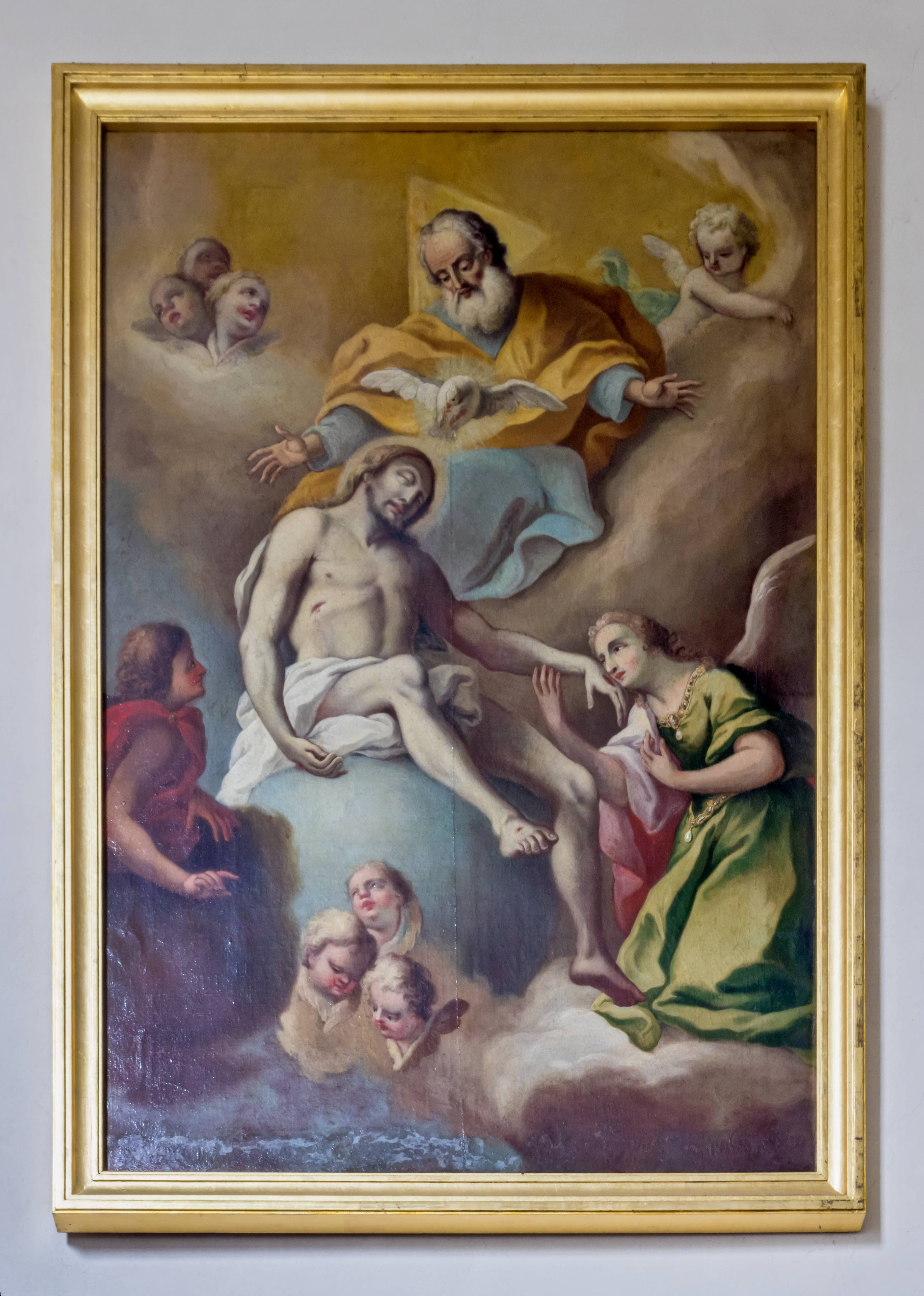
Gnadenstuhl
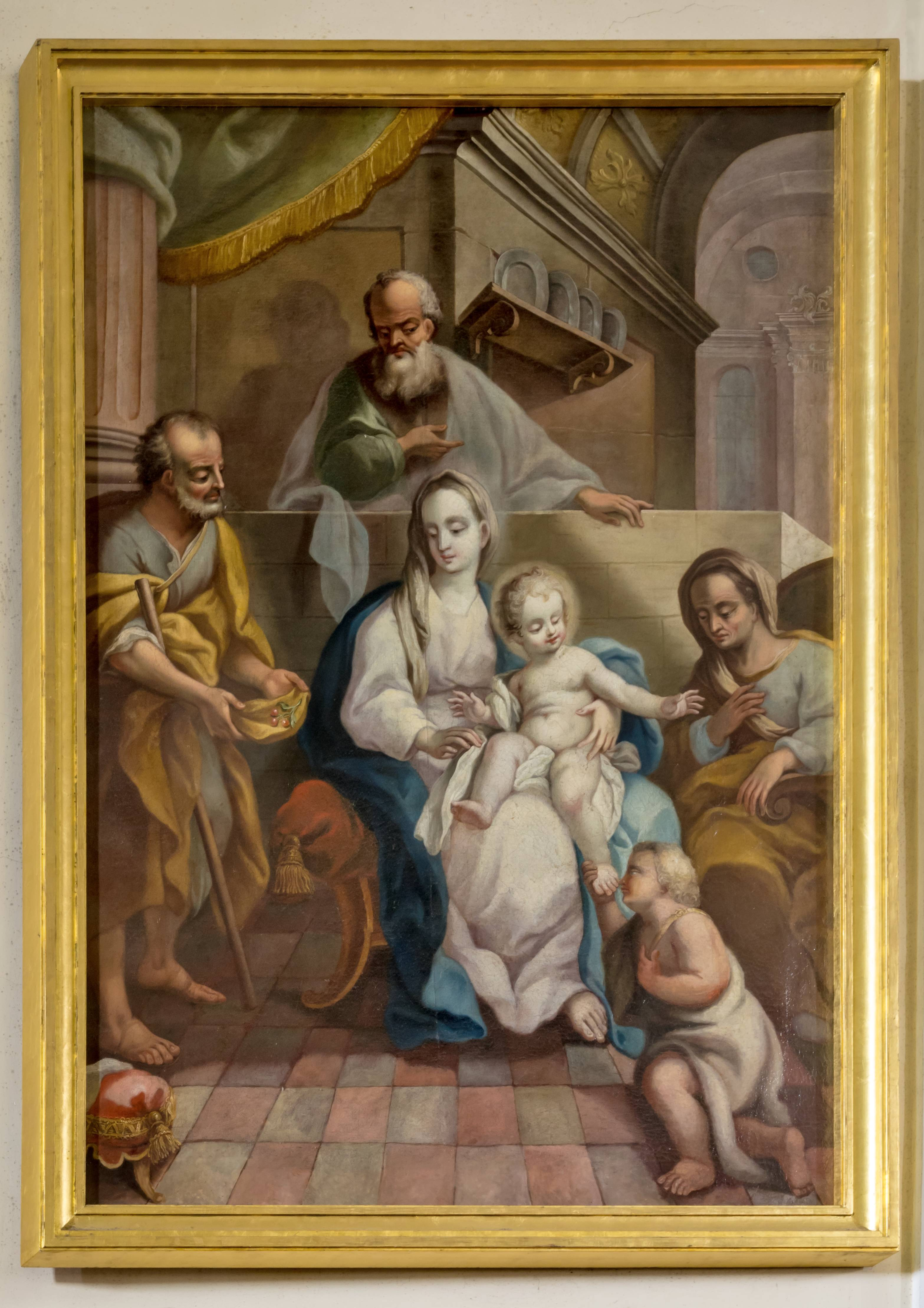
Heilige Familia
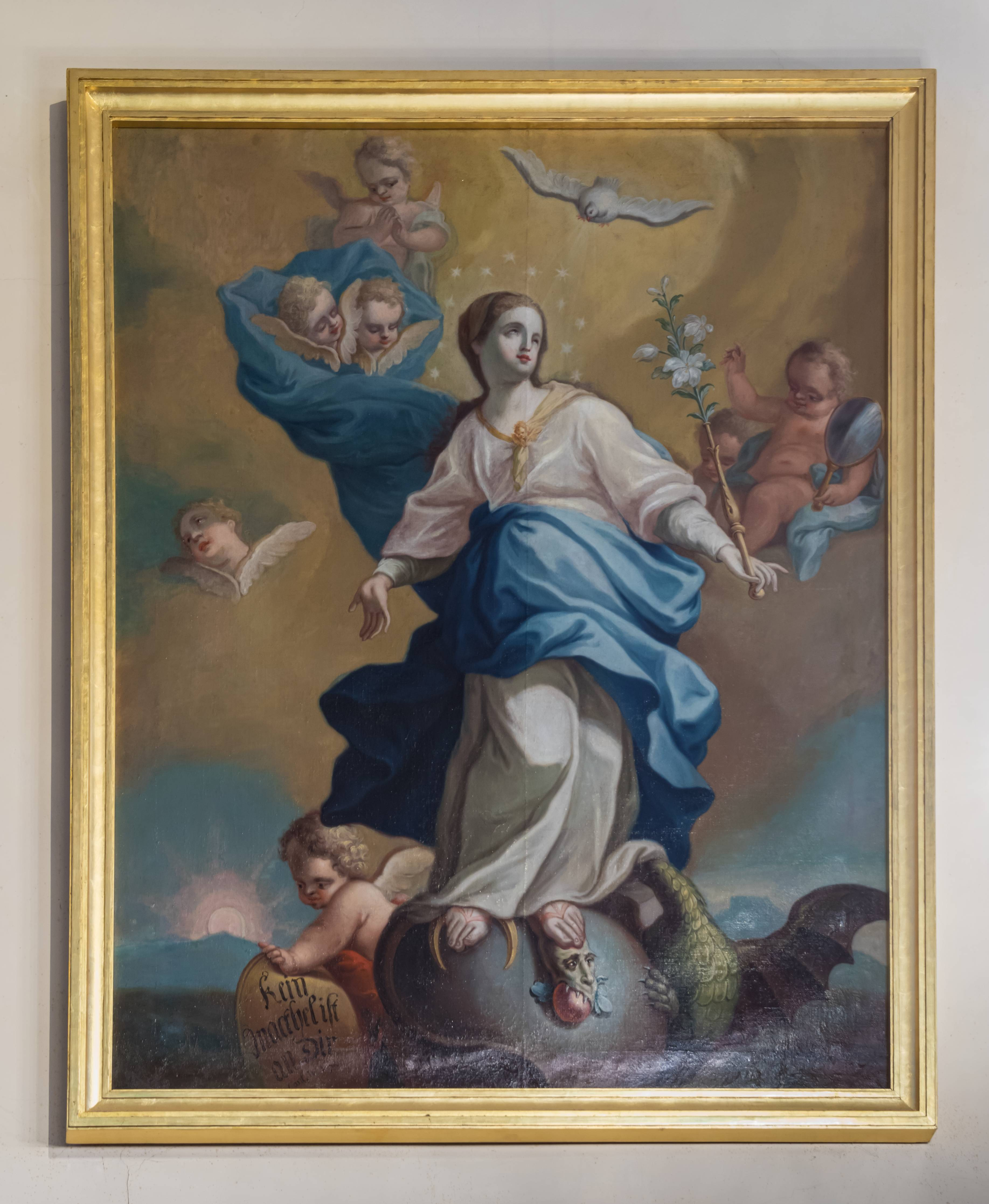
Immaculata

An der Nordwand des Chores hängt ein Kruzifix, der wohl bald nach dem Dreißigjährigen Krieg geschaffen wurde. An der Südwand hängt ein um 1785 gemalter Gnadenstuhl von Johann Pfunner. Pfunner malte auch eine Heilige Familie an der Nordwand und eine Maria immaculata an der Südwand des Langhauses, „Alterswerke in den leuchtenden Farben des Klassizismus“. Die Beichtstühle an der Stirnseite der Seitenschiffe stammen von 1787. Die Kanzel mit einfachem Rocailledekor stammt aus der zweiten Hälfte des 18. Jahrhunderts. Der Kreuzweg hing ursprünglich in der „Berghauser Kapelle“. Zumindest die dritte und fünfte Station malte Benedikt Gambs, die Mehrzahl malten wohl seine Gesellen; die Rahmen schnitzte Matthias Faller. Auch die beiden Engel an der Orgelempore, um 1735, wurden wohl für die „Berghauser Kapelle“ geschaffen. Die stuckierten Musikinstrumente dazwischen, in der Art Johann Joseph Meisburgers, stammen von der Renovierung 1980 bis 1982. Die Orgel bauten 1836 bis 1837 die Gebrüder Martin in Waldkirch.
Zahlreiche Epitaphe zeugen von der Geschichte Ebringens, darunter

Epitaphe
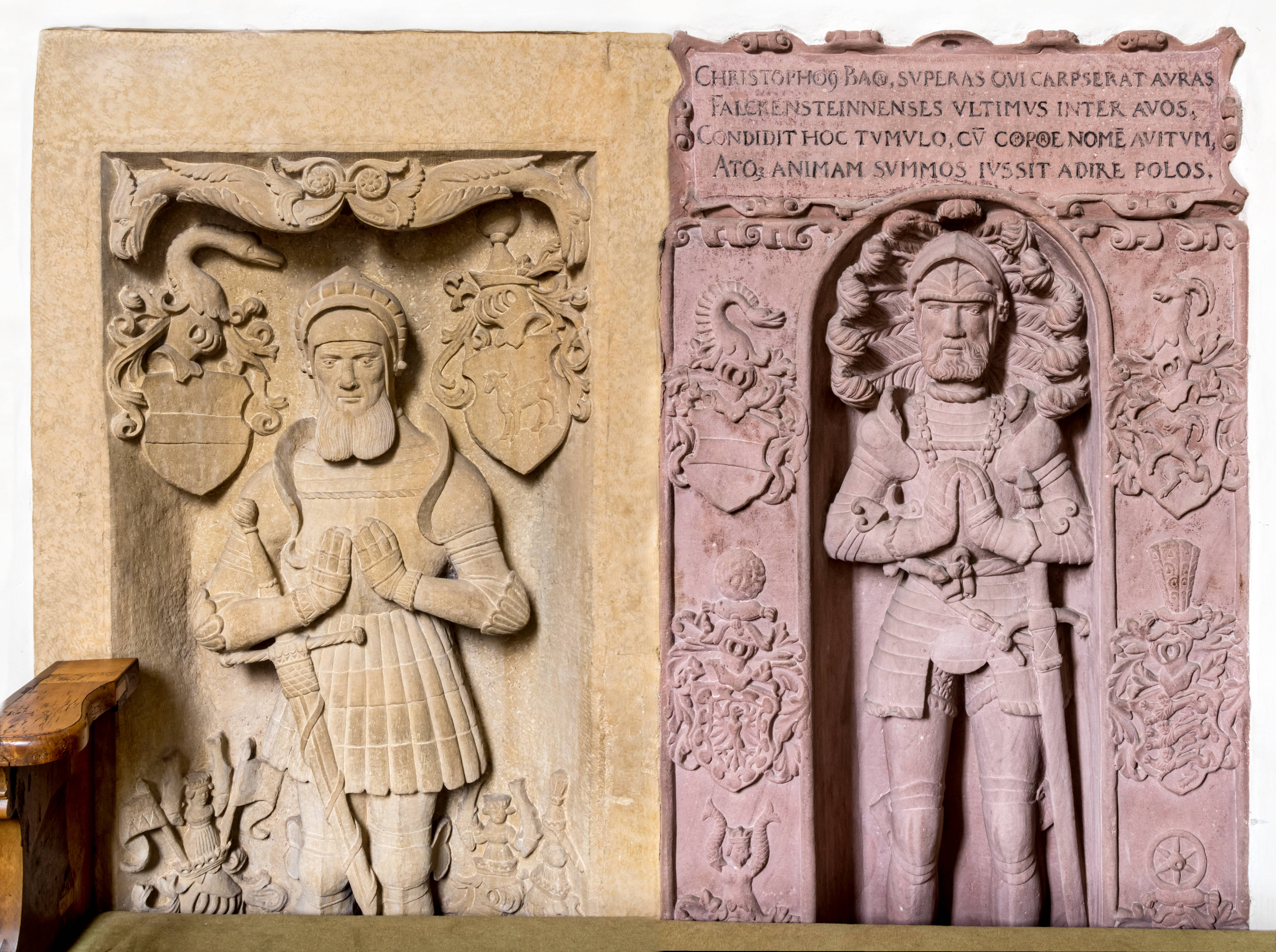
für Sigmund (links) und Christoph (rechts) von Falkenstein
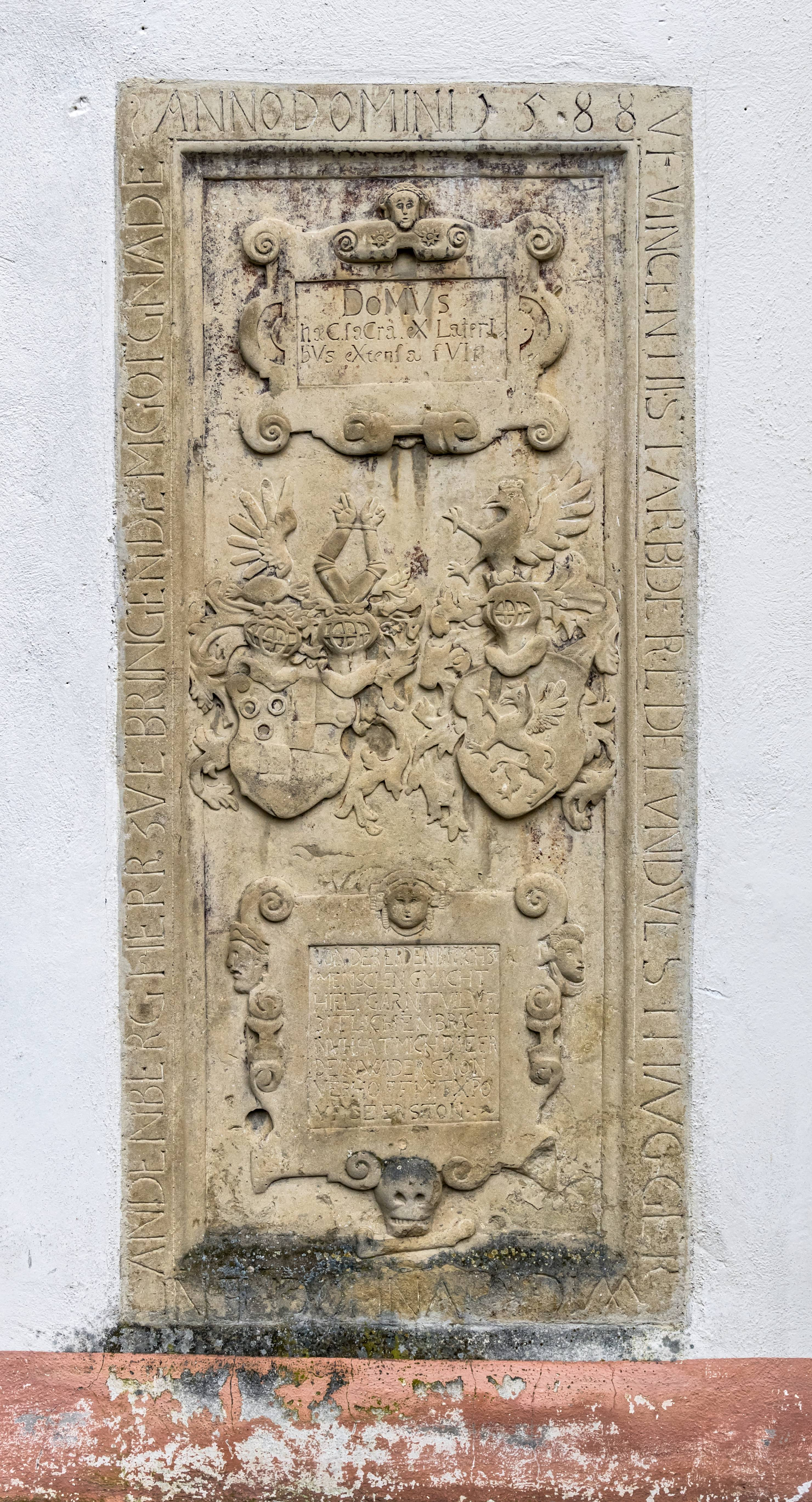
für Hug Gerwig von Hohenlandenberg
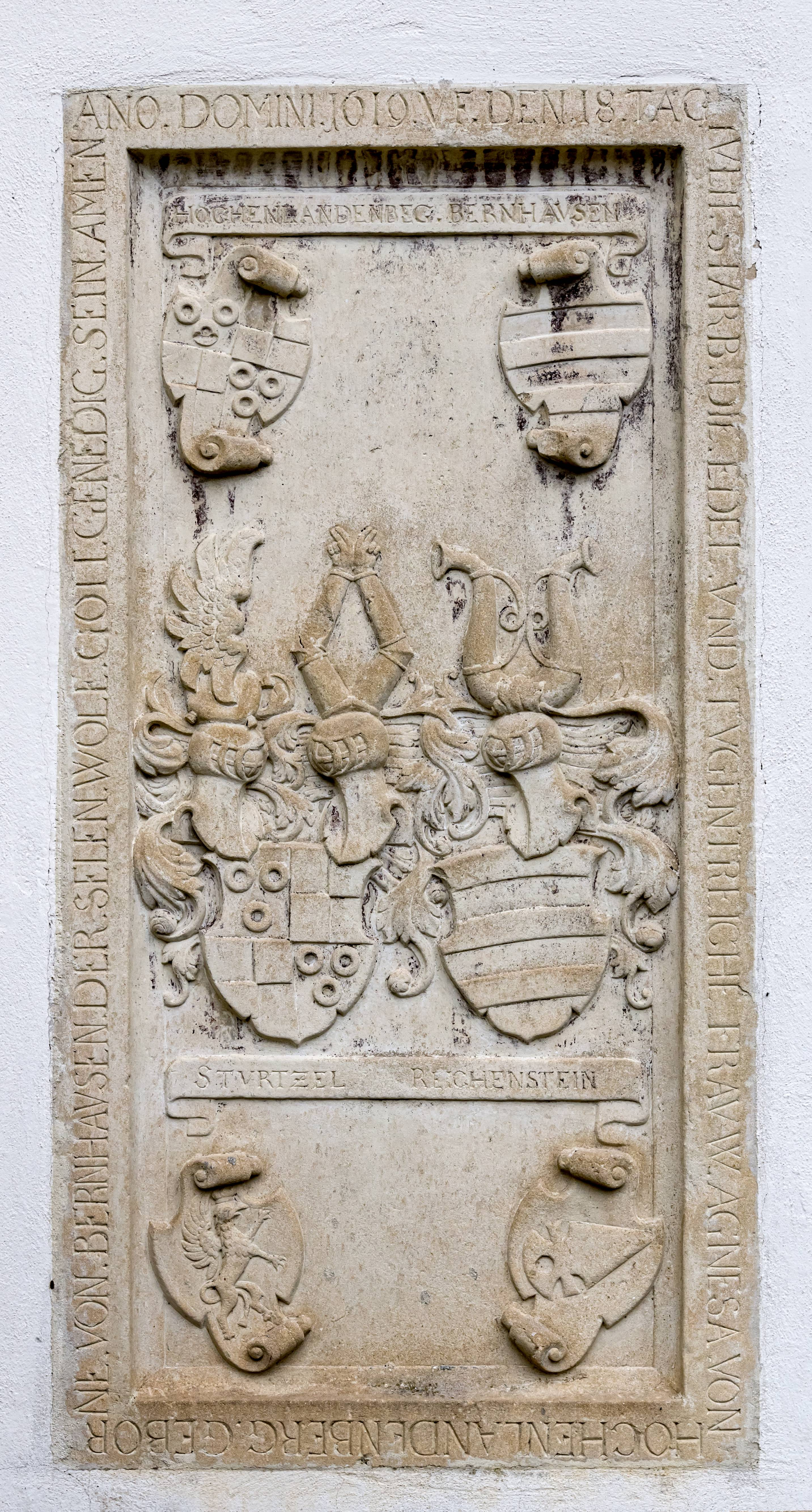
für Agnes von Hohenlandenberg
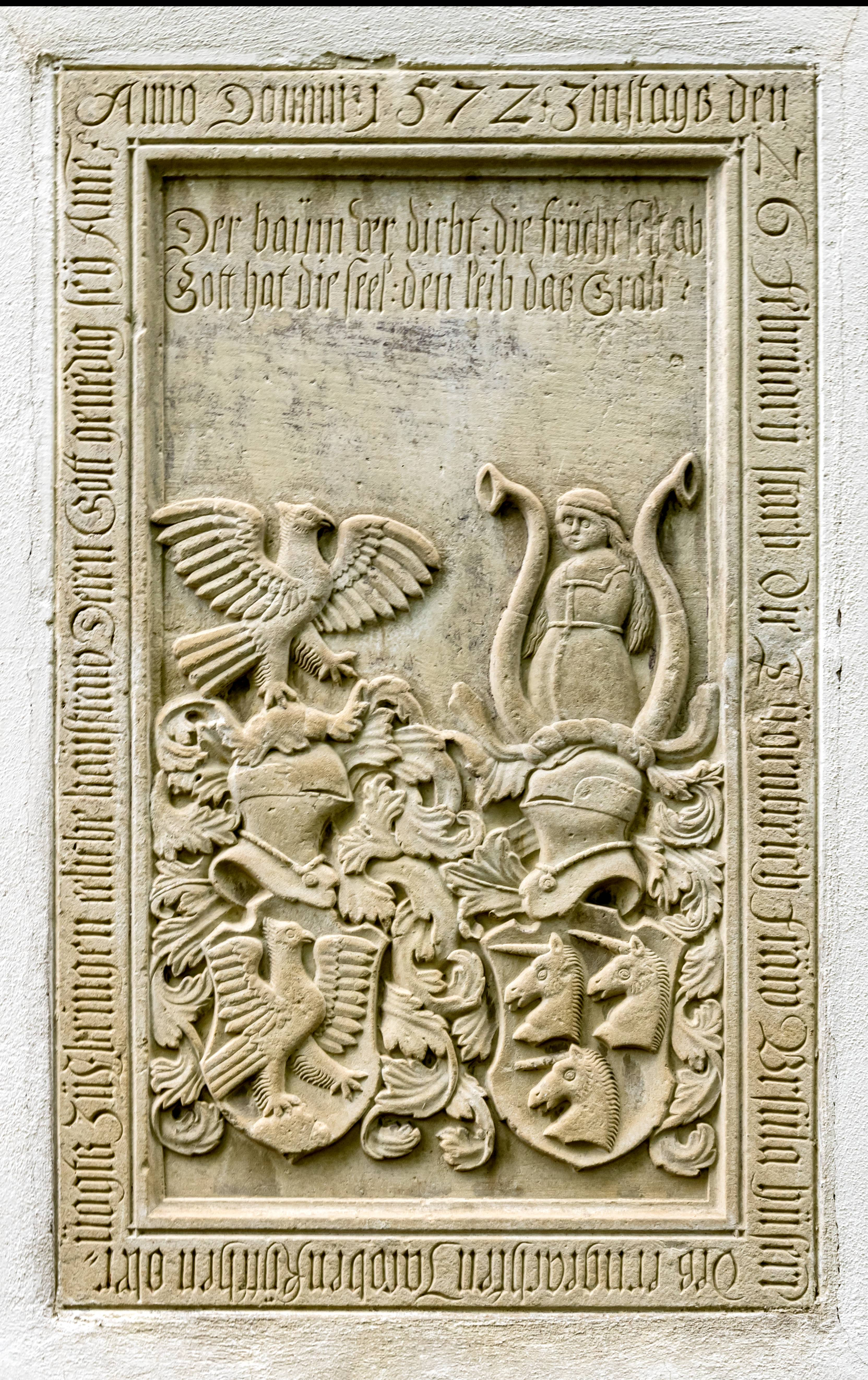
für Ursula Hüser
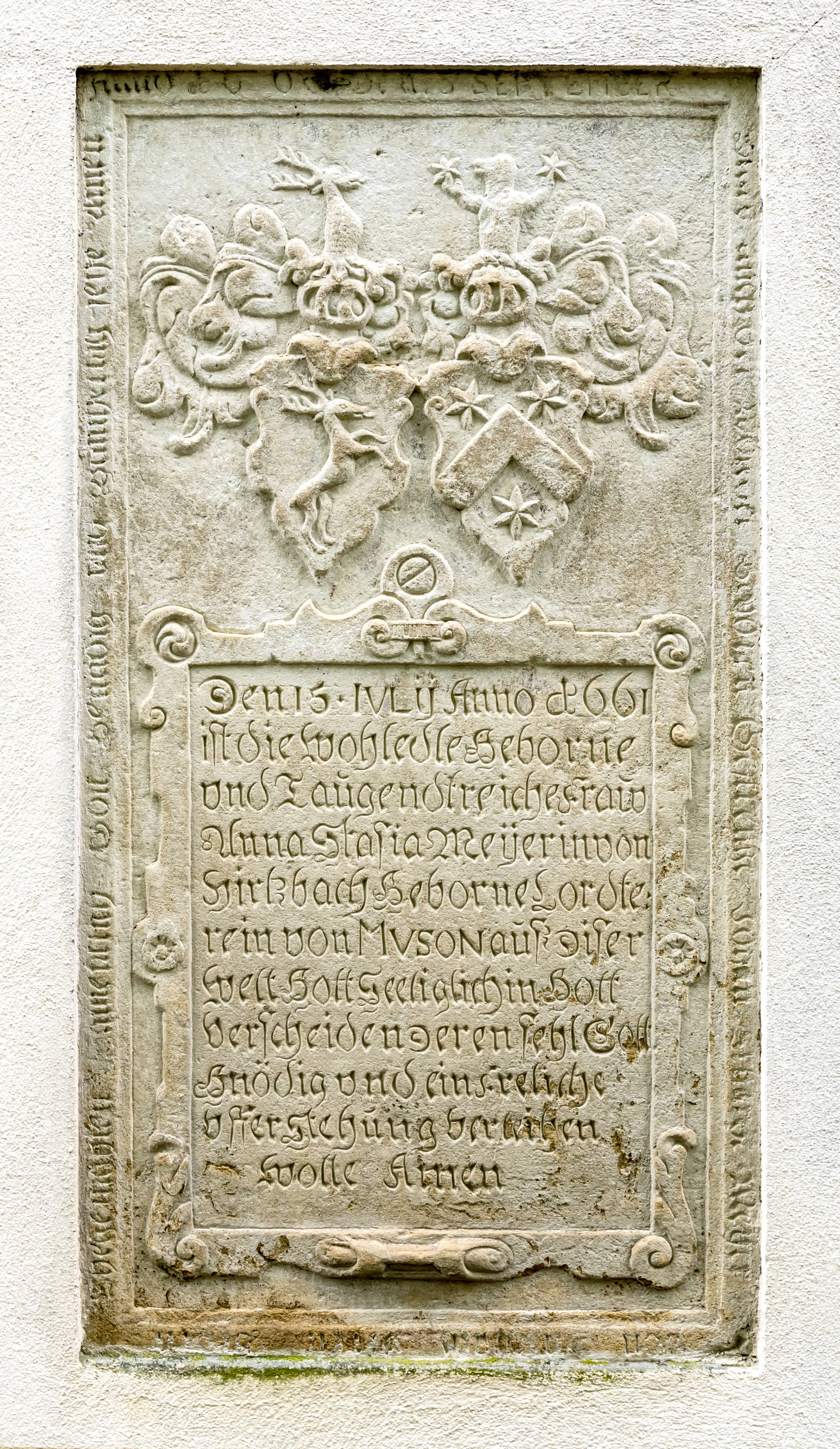
für Erhard und Anastatia von Hirzbach

- an der Südwand des Chores das Renaissance-Doppelgrabmal für Sigmund von Falkenstein († 1533) und seinen Sohn Christoph († 1559), in jeder Nische ein Ritter mit gefalteten Händen in voller Rüstung, mit Helm und Schwert, nur bei Christoph beschriftet „CHRISTOPHOROS BARO, SVPERAS QVI CARPSERAT AVRAS FALCKENSTEINNENSES VLTIMVS INTER AVOS, CONDIDIT HOC TVMVLO, CVM CORPORE NOMEN AVITUM, ATQUE ANIMAM SVMMOS IVSSIT ADIRE POLOS“ – „Freiherr Christoph, der die Gefilde dieser Welt als letzter aus dem Geschlecht der Falkensteiner durchwanderte, barg in diesem Grabmal mit dem Körper den altehrwürdigen Namen, seine Seele aber hieß er in die Höhen des Himmels eingehen“;[25]
- links des Haupteingangs das Grabmal des Hug Gerwig von Hohenlandenberg († 1588), des Vaters jenes Hans Dietrich, der Ebringen an das Kloster St. Gallen verkaufte, beschriftet „ANNO DOMINI 1588 UF VINCENTIS STARB DER EDEL VND VLISSIG GERWIG VN HOCHENLANDENBERG ZV EBRINGEN DEM GOTT GNADE“ sowie „Von der Erden bin ich Mensch gemacht / Hielt gar nit viel auf zittlichen Bracht / Nun hat mich die Erden wieder gnon / Verhoff mit Christo uffzuerstohn“;[26]
- rechts des Haupteingangs das Grabmal der Agnes von Hohenlandenberg geb. von Bernhausen († 1619), der Gemahlin des Hans Dietrich, beschriftet „ANO DOMINI 1619 VF DEN 18. TAG IULII STARB DIE EDEL VND TVGENTREICHE FRAVW AGNESA VON HOHENLANDENBERG GEBORENE VO BERNHAUSEN DER SELEN WOLE GOTT GENEDIG SEIN AMEN“;[27] auf diesem Grabstein ist mit „Domus haec sacra ex lateribus extensa fuit 1787“ – „Dies Gotteshaus wurde 1787 seitlich erweitert“ die Baumaßnahme von 1787 festgehalten;[28]
- an der Südwand das Grabmal von Ursula Hüser († 1572), Gemahlin eines Obervogts Jakob Kytt, beschriftet „Anno domini 1572 zinßtags den 26 Februarii starb die Tügentreich Fräw Ursüla hüser deß erngeachten Jacoben kytthen obervogts zü Ebringen eeliche haüsfräw deren Gott genedig sey Amen“ sowie „Der Baum verdirbt, die Frücht <fällt> ab, / Gott hat die Seel, den Leib das Grab“.[29]
- ebenfalls an der Südwand das Grabmal für Joh. Erhard Meyer von Hirzbach († 1666) und seine Frau Anastasia geb. von Muson († 1661).[30]

## Bedeutung
St. Gallus und Otmar ist ein bedeutender und dank der zahlreichen Grabmonumente erinnerungsreicher Sakralbau des Breisgaus. Die Zugehörigkeit zum Kloster St. Gallen und die adlige Ortsherrschaft ermöglichten ein Gotteshaus, das weit über den Rahmen einer Dorfkirche hinausgeht. Die einstige Funktion als „Residenzkirche“ spiegelt das gotische Chorhaus wider. Fast alle Freiburger Künstler des 18. Jahrhunderts von Rang sind vertreten. Die Kirche „zählt zu den kostbaren Bauwerken im Umkreis der Stadt Freiburg i. Breisgau.“